# Maintenon
Pour les articles homonymes, voir Maintenon (homonymie).
Maintenon est une commune française située dans le département d'Eure-et-Loir en région Centre-Val de Loire.
Ses habitants sont appelés les Maintenonnais.

## Géographie

### Situation
Situé au sein d'une vallée fertile au confluent de l’Eure et de la Voise, Maintenon se trouve dans la région naturelle du bassin parisien à l’extrême limite du nord de la Beauce, jouxtant le Thymerais.

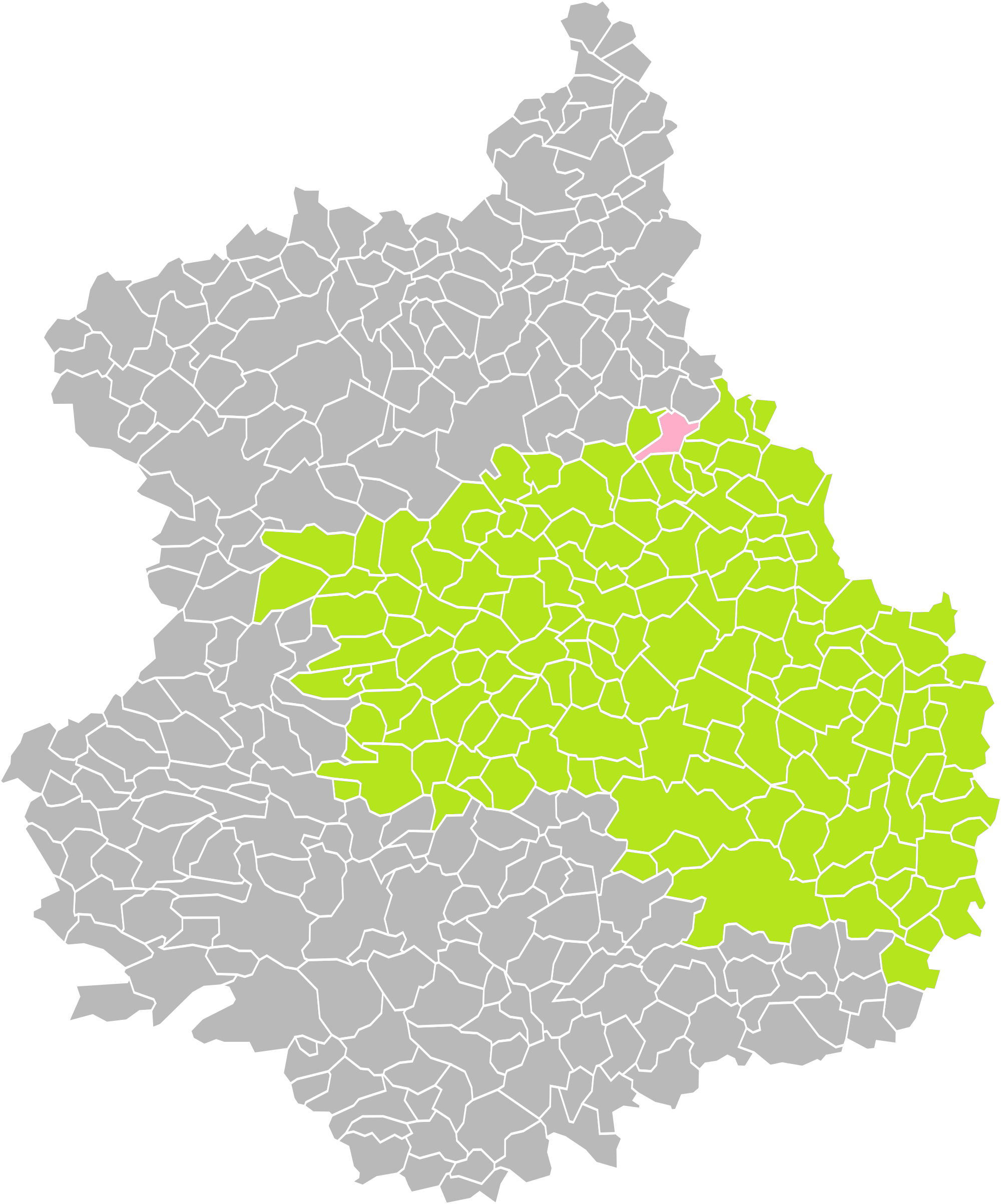
Position de Maintenon (en rose) dans l'arrondissement de Chartres (en vert) du département d'Eure-et-Loir (grisé).

### Communes limitrophes
| Villiers-le-Morhier          | Saint-Martin-de-Nigelles | Hanches |
| Pierres                      | Maintenon                |         |
| Bouglainval Chartainvilliers | Saint-Piat Mévoisins     | Houx    |

### Lieux-dits et écarts
Maintenon intègre plusieurs hameaux, dont Le Parc, Maingournois et Saint-Mamert.

### Relief et géologie
Le sous-sol est composé de différentes couches géologiques. On trouve :
- d’anciens crétacés de la fin de l’ère secondaire pendant laquelle s’est formée la craie ;
- du tertiaire moyen formé de sable de Fontainebleau au Parc, ou d’argile, de silex ou encore de calcaire de Beauce ;
- du tertiaire supérieur formé de sable inférieur, limon des plateaux ;
- de terrains diluviens (sable et gravier) en vallée de l’Eure et à Maingournois ;
- des alluvions modernes en vallée tourbeuse de la Voise.

### Hydrographie

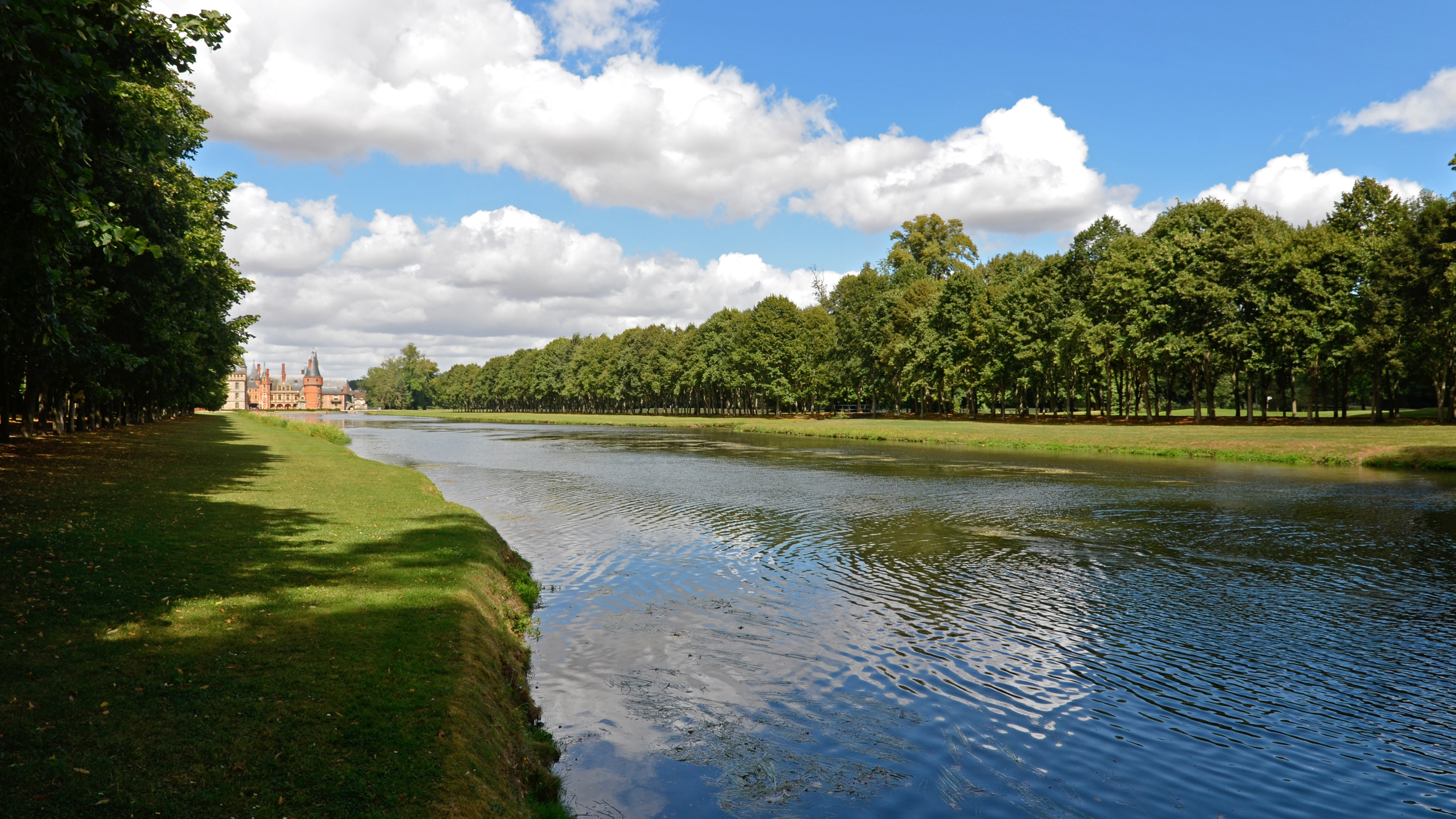
L'Eure et le château.

La ville est arrosée par de nombreuses rivières : l’Eure, la Voise, la Marolle, le Guéreau et le canal Louis XIV.

### Voies de communication et transports

#### Réseau routier
Maintenon est le point de départ de plusieurs routes :
- la D 983 vers Nogent-le-Roi ;
- la D 906 vers Hanches et Épernon d'un côté et vers Chartres de l'autre ;
- la D 18 vers Gallardon et Saint-Piat.

#### Desserte ferroviaire

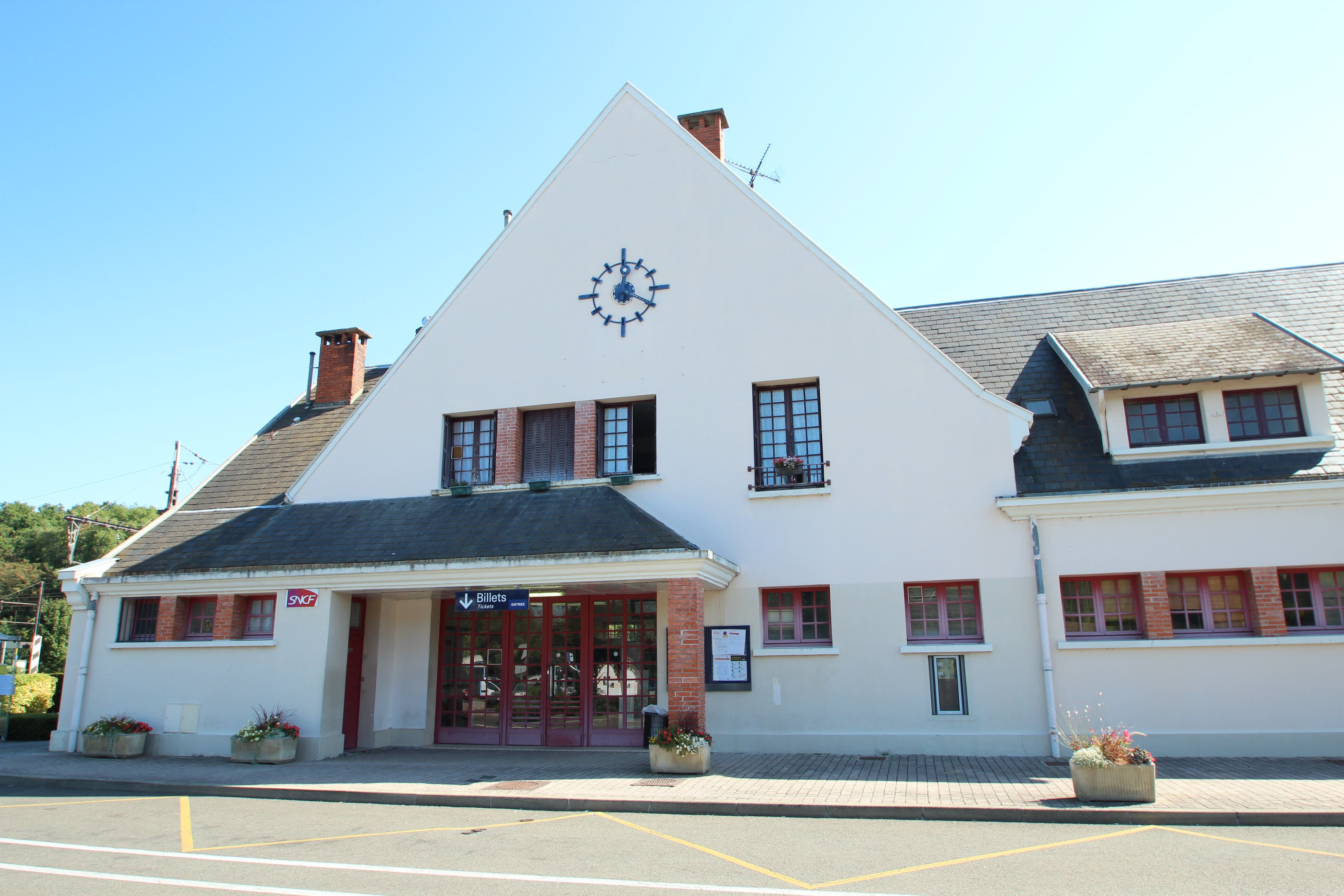
La gare de Maintenon.

Maintenon possède une gare sur la ligne de Paris-Montparnasse à Brest avec deux arrêts par heure en moyenne. La gare est située à plus d'un kilomètre du centre-ville.

#### Bus
La commune de Maintenon est desservie par de nombreuses lignes du réseau Transbeauce :
- la ligne 8 qui la relie à Dreux via Nogent-le-Roi ;
- la ligne 12, 152, D41 et M8 (pour les scolaires) qui la relie à Chartres ;
- la ligne 20 et 152 qui la relie à Pierres ;
- la ligne 22 qui la relie à Bailleau-Armenonville ;
- la ligne 89 qui la relie à Rambouillet et Saint-Quentin-en-Yvelines.

### Climat
Pour des articles plus généraux, voir Climat du Centre-Val de Loire et Climat d'Eure-et-Loir.
En 2010, le climat de la commune est de type climat océanique dégradé des plaines du Centre et du Nord, selon une étude du CNRS s'appuyant sur une série de données couvrant la période 1971-2000. En 2020, Météo-France publie une typologie des climats de la France métropolitaine dans laquelle la commune est exposée à un climat océanique altéré et est dans la région climatique Sud-ouest du bassin Parisien, caractérisée par une faible pluviométrie, notamment au printemps (120 à 150 mm) et un hiver froid (3,5 °C).
Pour la période 1971-2000, la température annuelle moyenne est de 10,7 °C, avec une amplitude thermique annuelle de 14,6 °C. Le cumul annuel moyen de précipitations est de 639 mm, avec 11 jours de précipitations en janvier et 7,9 jours en juillet. Pour la période 1991-2020, la température moyenne annuelle observée sur la station météorologique de Météo-France la plus proche, sur la commune de Houx à 4 km à vol d'oiseau, est de 11,2 °C et le cumul annuel moyen de précipitations est de 622,1 mm,. Pour l'avenir, les paramètres climatiques de la commune estimés pour 2050 selon différents scénarios d'émission de gaz à effet de serre sont consultables sur un site dédié publié par Météo-France en novembre 2022.
| Mois                                  | jan.           | fév.             | mars            | avril         | mai             | juin            | jui.           | août         | sep.            | oct.            | nov.           | déc.           | année     |
| ------------------------------------- | -------------- | ---------------- | --------------- | ------------- | --------------- | --------------- | -------------- | ------------ | --------------- | --------------- | -------------- | -------------- | --------- |
| Température minimale moyenne (°C)     | 1,2            | 0,8              | 2,4             | 4             | 7,5             | 10,7            | 12,6           | 12,3         | 9,4             | 7,3             | 3,9            | 1,6            | 6,1       |
| Température moyenne (°C)              | 4,2            | 4,7              | 7,5             | 10,1          | 13,6            | 16,9            | 19,1           | 19           | 15,4            | 11,9            | 7,4            | 4,6            | 11,2      |
| Température maximale moyenne (°C)     | 7,2            | 8,6              | 12,7            | 16,3          | 19,7            | 23,2            | 25,7           | 25,6         | 21,5            | 16,5            | 10,9           | 7,6            | 16,3      |
| Record de froid (°C) date du record   | −21 07.01.1979 | −18,8 24.02.1963 | −12,4 13.03.13  | −7 06.04.21   | −4,2 07.05.1957 | −1,2 05.06.1991 | 1,1 01.07.1960 | 1 28.08.1974 | −2,3 20.09.1952 | −6,5 30.10.1997 | −11,8 30.11.10 | −21 29.12.1964 | −21 1979  |
| Record de chaleur (°C) date du record | 16,2 27.01.03  | 21 27.02.19      | 24,7 25.03.1955 | 29,5 21.04.18 | 33 25.05.1953   | 38 18.06.22     | 42,5 24.07.19  | 40 11.08.03  | 36,9 09.09.23   | 30,8 02.10.23   | 21,5 07.11.15  | 17 06.12.1979  | 42,5 2019 |
| Précipitations (mm)                   | 49,8           | 42,8             | 44,9            | 46,2          | 63,1            | 55,6            | 49,8           | 46,9         | 46,7            | 56,5            | 57,4           | 62,4           | 622,1     |

## Urbanisme

### Typologie
Au 1er janvier 2024, Maintenon est catégorisée petite ville, selon la nouvelle grille communale de densité à 7 niveaux définie par l'Insee en 2022.
Elle appartient à l'unité urbaine de Maintenon, une agglomération intra-départementale dont elle est ville-centre,. Par ailleurs la commune fait partie de l'aire d'attraction de Paris, dont elle est une commune de la couronne,.

### Occupation des sols
L'occupation des sols de la commune, telle qu'elle ressort de la base de données européenne d’occupation biophysique des sols Corine Land Cover (CLC), est marquée par l'importance des territoires agricoles (42,5 % en 2018), une proportion sensiblement équivalente à celle de 1990 (42,1 %). La répartition détaillée en 2018 est la suivante : 
terres arables (39,5 %), forêts (26,6 %), zones urbanisées (19,8 %), espaces verts artificialisés, non agricoles (10,7 %), prairies (3 %), zones industrielles ou commerciales et réseaux de communication (0,5 %). L'évolution de l’occupation des sols de la commune et de ses infrastructures peut être observée sur les différentes représentations cartographiques du territoire : la carte de Cassini (XVIIIe siècle), la carte d'état-major (1820-1866) et les cartes ou photos aériennes de l'IGN pour la période actuelle (1950 à aujourd'hui).

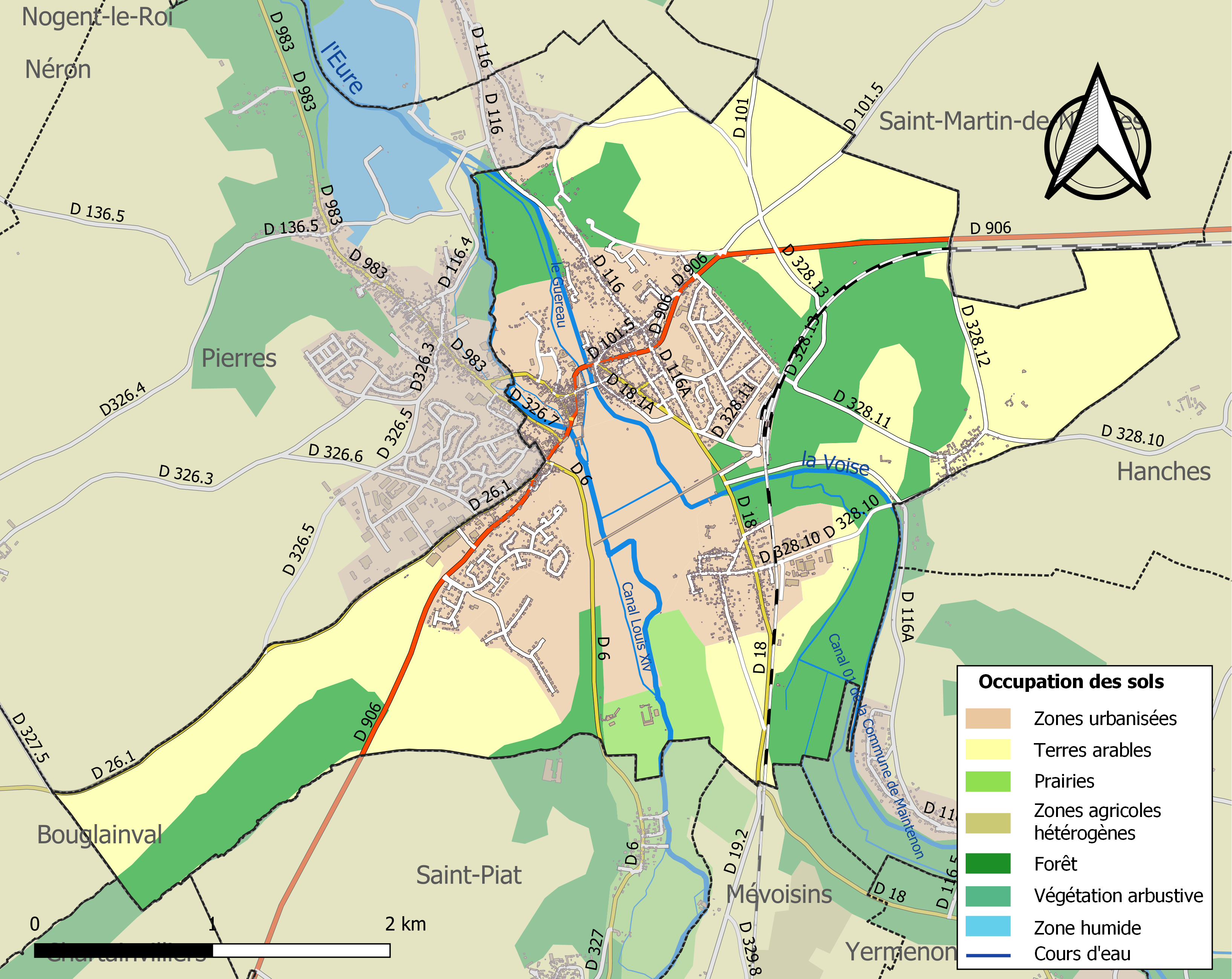
Carte des infrastructures et de l'occupation des sols de la commune en 2018 (CLC).

### Risques majeurs
Le territoire de la commune de Maintenon est vulnérable à différents aléas naturels : météorologiques (tempête, orage, neige, grand froid, canicule ou sécheresse), inondations, mouvements de terrains et séisme (sismicité très faible). Il est également exposé à un risque technologique, le transport de matières dangereuses. Un site publié par le BRGM permet d'évaluer simplement et rapidement les risques d'un bien localisé soit par son adresse soit par le numéro de sa parcelle.

#### Risques naturels
Certaines parties du territoire communal sont susceptibles d’être affectées par le risque d’inondation par débordement de cours d'eau, notamment la Voise et l'Eure. La commune a été reconnue en état de catastrophe naturelle au titre des dommages causés par les inondations et coulées de boue survenues en 1995 et 1999,.

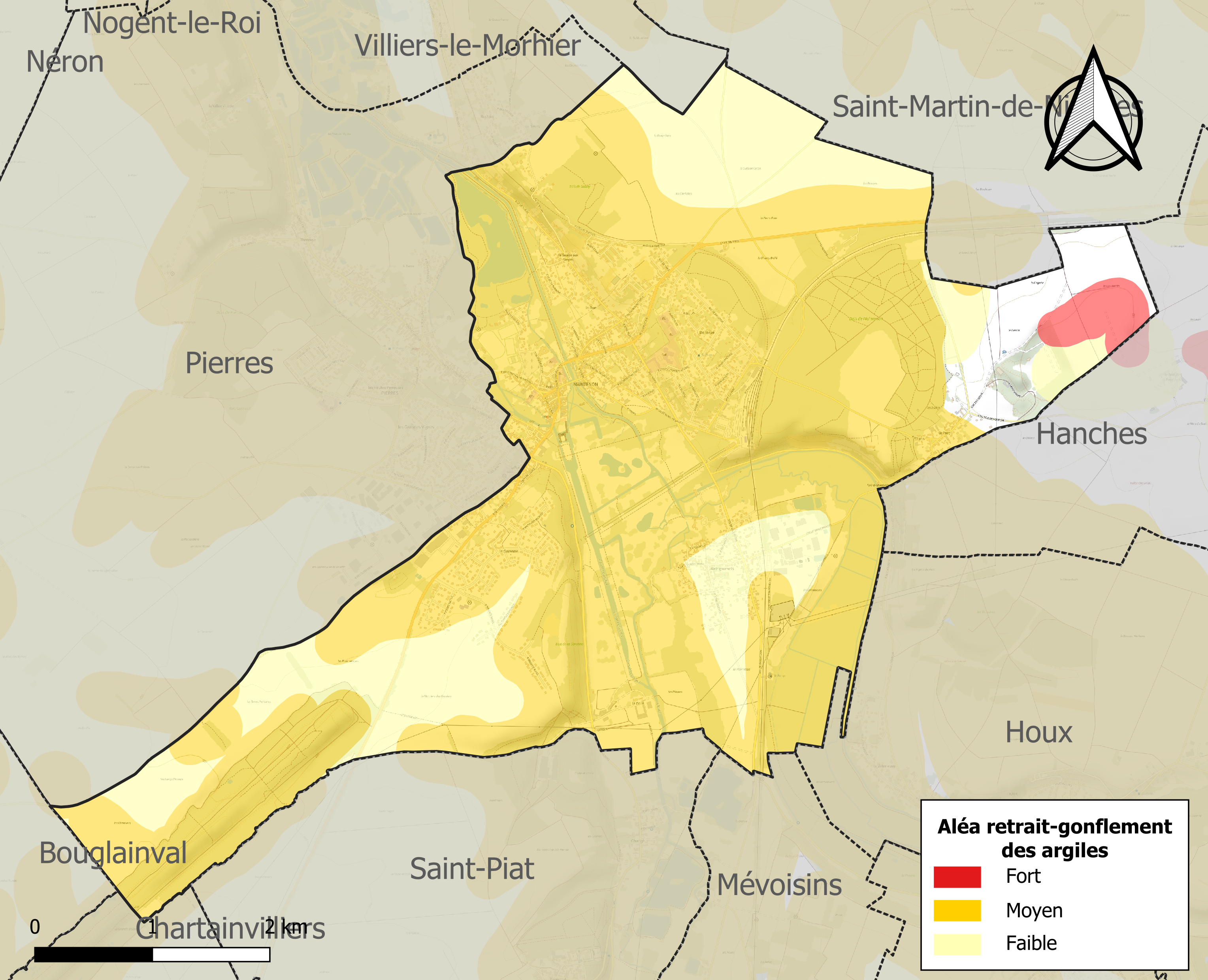
Carte des zones d'aléa retrait-gonflement des sols argileux de Maintenon.

Les mouvements de terrains susceptibles de se produire sur la commune sont des affaissements et effondrements liés aux cavités souterraines. L'inventaire national des cavités souterraines permet de localiser celles situées sur la commune.
Le retrait-gonflement des sols argileux est susceptible d'engendrer des dommages importants aux bâtiments en cas d’alternance de périodes de sécheresse et de pluie. 77 % de la superficie communale est en aléa moyen ou fort (52,8 % au niveau départemental et 48,5 % au niveau national). Sur les 1 519 bâtiments dénombrés sur la commune en 2019, 1314 sont en aléa moyen ou fort, soit 87 %, à comparer aux 70 % au niveau départemental et 54 % au niveau national. Une cartographie de l'exposition du territoire national au retrait gonflement des sols argileux est disponible sur le site du BRGM,.
Concernant les mouvements de terrains, la commune a été reconnue en état de catastrophe naturelle au titre des dommages causés par des mouvements de terrain en 1999.

#### Risques technologiques
Le risque de transport de matières dangereuses sur la commune est lié à sa traversée par des infrastructures routières ou ferroviaires importantes ou la présence d'une canalisation de transport d'hydrocarbures. Un accident se produisant sur de telles infrastructures est en effet susceptible d’avoir des effets graves au bâti ou aux personnes jusqu’à 350 m, selon la nature du matériau transporté. Des dispositions d’urbanisme peuvent être préconisées en conséquence.

## Toponymie
On découvre pour la première fois le nom de Mestenon dans un document du XIe siècle, Mextenum 1123, Meistenon 1150, Meinthenon 1257.
Ce toponyme est issu de la contraction et de la phonétique d’une expression latine, « messum tenemum », appartenant au langage féodal. Le terme messum désignait la manse, c’est-à-dire la demeure rurale avec une quantité de terrains, l’autre terme, tenemum, s’appliquait à une propriété féodale.

## Histoire

### Ancien Régime

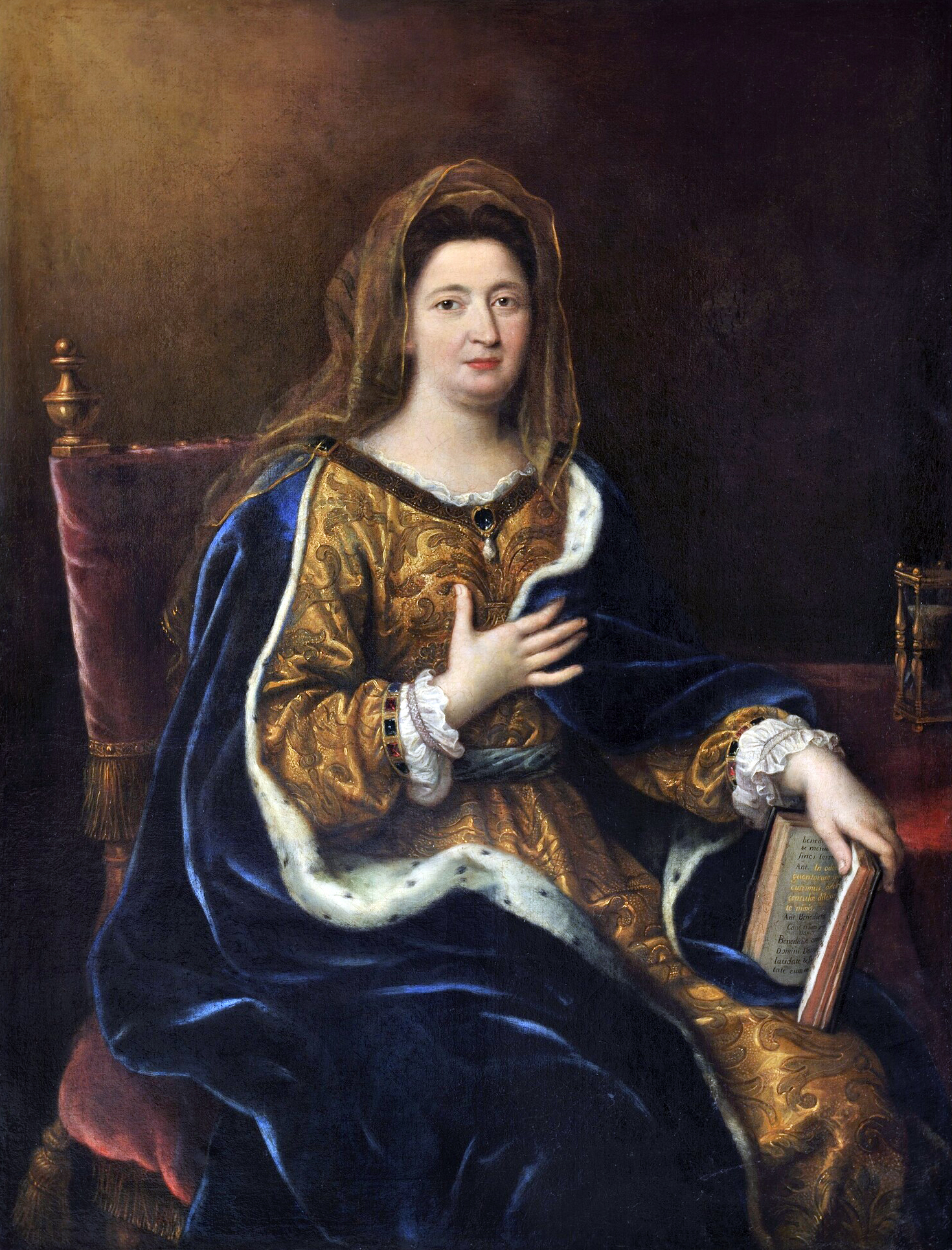
Françoise d'Aubigné, marquise de Maintenon par Pierre Mignard, 1694.

Situé dans l'Orléanais, l'histoire du château remonte au Moyen Âge. Il fut la première forteresse des vassaux et comtes de Monfort. De nombreux seigneurs se succédèrent du Xe au XIIe siècle : Avesguaud (978), Germond Ier (1010), Mainier et sa femme Élisabeth (1107), Guillaume de Maintenon (1160), Amaury et sa femme Émeline (1160-1210), Hughes de Maintenon suivis par plusieurs seigneurs Amaury.
Le château à proprement parler fut construit dans un style Renaissance à partir de 1509 sous l'impulsion du propriétaire des lieux, Jean Cottereau, le trésorier surintendant des finances de Louis XII, puis sous François Ier. À sa mort en 1530, il le laisse en héritage ainsi que les terres environnantes à Jacques d'Angennes, seigneur de Rambouillet, son gendre. Son fils Louis d'Angennes en hérite en 1562 et devient baron de Maintenon.
Ses héritiers vendent la propriété au marquis de Villeray-d'Angennes. Le 27 décembre 1674, Françoise d’Angennes épouse d'Odet de Riantz, marquis de Villeroy, héritière de Charles François d'Angennes, vend son château et le titre de Maintenon pour 150 000 livres à la veuve du poète Scarron, dame Françoise d'Aubigné qui devient ainsi marquise de Maintenon.
Dès lors, le château s'agrandit et s'embellit par de grands travaux financés par le roi et devient un château quasi royal. Le parc fut dessiné par Le Nôtre. Racine y vint souvent méditer tandis que c'est à Vauban que l'on doit l'aqueduc. Celui-ci ne fut jamais terminé du fait des guerres et du paludisme et les travaux furent abandonnés en 1688. L'édifice qui devait comprendre trois rangées d'arcades superposées était destiné à amener les eaux de l'Eure depuis sa source jusqu'à Versailles.
Le domaine de Maintenon passa ensuite dans la famille de Noailles à la suite du mariage de Françoise-Amable d'Aubigné au duc d'Ayen, Adrien Maurice, fils du maréchal de Noailles. Le roi Charles X sur le chemin de l'exil coucha au château en 1830.
D’une superficie d'un hectare, Maintenon correspondait à deux paroisses et une collecte, circonscription fiscale de base de la perception de la taille. Dépendant de la ville d’Orléans pour le gouvernement et l’intendance, elle était rattachée et dépendait de Chartres au niveau de l’élection (regroupement de collectes), de la subdélégation, pour le grenier à sel, la coutume, le bailliage ainsi que pour le diocèse.
Rattachée au doyenné d’Épernon, Maintenon avait pour paroisses : Saint-Nicolas (le seigneur du lieu, Louis, duc de Noailles, pair et maréchal de France) et Saint-Pierre (pour le grand archidiacre).

### Révolution française et Empire
Présidée par Louis Henry Houy (avocat au Parlement), la préparation des États généraux eut lieu le 1er mars. Les députés étaient Louis Richer, procureur fiscal, Louis Henry Houy, Pierre Morice, marchand et Mathurin Lavigne, vigneron. Malheureusement, le cahier de doléances est perdu.
Le canton de Maintenon fait partie du district de Chartres. En l’an IX, conformément à la transformation par l’Assemblée constituante des anciennes divisions de la France monarchique en départements, le canton de Maintenon fait partie de l’arrondissement de Chartres, dans le département d’Eure-et-Loir. Là comme ailleurs, l’état civil passe de la responsabilité du clergé à l’administration.
On assiste également, le 26 février 1792, à la vente de biens nationaux ayant appartenu au clergé, dans le cadre de la spoliation de l'Église de ses biens.
Un autre acte de vente du 22 floréal an III concernant la succession de Noailles met en lumière la situation de toute une noblesse acculée à l’époque à émigrer. La description très précise de la ferme qui est faite à cette occasion donne une très bonne idée de son importance. Par ailleurs, il a été relevé dans des extraits de délibérations du conseil municipal de l’année 1792 que la succession de Noailles est tombée au profit de la République le 26 frimaire an II, ainsi que la décision de fondre les cloches.
Nous assistons également au dépôt à la maison commune des registres de baptême, mariages et sépultures tenus jusque-là par les « deux » curés de la paroisse et à la nomination d’un officier public affecté à leur tenue.
Les manifestations de la République se multiplient : feu de joie pour fêter le succès de l’armée française, chant de la Marseillaise, décision de la destruction des vieilles armoiries et achat d’un bonnet de la liberté.
La lecture de quelques actes officiels, tel celui ayant trait à la laïcisation, permet de mieux cerner cette période de grands bouleversements.

### Époque contemporaine

#### XIXesiècle
Maintenon fut occupé par les troupes prussiennes de 1870 à 1871.

#### XXesiècle
En septembre 1939, l'amiral Darlan installa dans le parc du château le grand quartier général de la marine, Maintenon étant le lieu de jonction des grands câbles reliant Paris à toutes les régions maritimes.
Le 16 juin 1940, lors de la deuxième phase de la bataille de France, des soldats allemands, appartenant probablement à la Ire division de cavalerie allemande, massacrèrent près de Maintenon une cinquantaine de tirailleurs sénégalais prisonniers, dont de nombreux blessés, appartenant au 26e régiment de tirailleurs sénégalais.
La ville est secouée par l'explosion, dans la gare, d'un train de munitions le 18 février 1944.
Un bombardement, par la Royal Air Force, de la gare et du dépôt de munitions de la ville, dans la nuit du 30 avril au 1er mai 1944, causa la mort de 16 civils et de 7 Allemands. Cet événement est rappelé par un odonyme : la rue du Premier-Mai-1944.

## Politique et administration

### Tendances politiques et résultats

#### Élections municipales de 2008
- Maire sortant : Michel Bellanger
- 27 sièges à pourvoir au conseil municipal (population légale 2007 : 4 540 habitants)
- 9 sièges à pourvoir au conseil communautaire (communauté de communes des Terrasses et Vallées de Maintenon)

|                          | Michel Bellanger * | DVD            | 1243  | 66,08  | 23 | 8 |  |  |
|                          | David Aumont       | DVG            | 638   | 33,92  | 4  | 1 |  |  |
|                          |                    |                |       |        |    |   |  |  |
| Inscrits                 | Inscrits           | Inscrits       | 3 261 | 100,00 |    |   |  |  |
| Abstentions              | Abstentions        | Abstentions    | 1 322 | 40,54  |    |   |  |  |
| Votants                  | Votants            | Votants        | 1 939 | 59,46  |    |   |  |  |
| Blancs et nuls           | Blancs et nuls     | Blancs et nuls | 58    | 1,78   |    |   |  |  |
| Exprimés                 | Exprimés           | Exprimés       | 1 881 | 57,68  |    |   |  |  |
| * Liste du maire sortant |                    |                |       |        |    |   |  |  |

#### Élections municipales de 2014
- Maire sortant : Michel Bellanger
- 27 sièges à pourvoir au conseil municipal (population légale 2012 : 4 525 habitants)
- 9 sièges à pourvoir au conseil communautaire (communauté de communes des Terrasses et Vallées de Maintenon)

|                          | Michel Bellanger * | DVD            | 980   | 50,51  | 21 | 7 |  |  |
|                          | Jean-Michel Derocq | DVD            | 960   | 49,48  | 6  | 2 |  |  |
|                          |                    |                |       |        |    |   |  |  |
| Inscrits                 | Inscrits           | Inscrits       | 3 369 | 100,00 |    |   |  |  |
| Abstentions              | Abstentions        | Abstentions    | 1 353 | 40,16  |    |   |  |  |
| Votants                  | Votants            | Votants        | 2 016 | 59,84  |    |   |  |  |
| Blancs et nuls           | Blancs et nuls     | Blancs et nuls | 76    | 2,26   |    |   |  |  |
| Exprimés                 | Exprimés           | Exprimés       | 1 940 | 57,58  |    |   |  |  |
| * Liste du maire sortant |                    |                |       |        |    |   |  |  |

#### Élections municipales du 15 mars 2020
- Maire sortant : Michel Bellanger (ne se représente pas)
- 27 sièges à pourvoir au conseil municipal (population légale 2017 : 4 371 habitants)
- 2 sièges à pourvoir au conseil communautaire (communauté d'agglomération Chartres Métropole)

|                | Thomas Laforge      | DVD            | 802   | 52,38  | 21 | 2 |  |  |
|                | Jean-Michel Derocq  | DVD            | 576   | 37,62  | 5  | 0 |  |  |
|                | Cyril Hermardinquer | RN             | 153   | 9,99   | 1  | 0 |  |  |
|                |                     |                |       |        |    |   |  |  |
| Inscrits       | Inscrits            | Inscrits       | 3 315 | 100,00 |    |   |  |  |
| Abstentions    | Abstentions         | Abstentions    | 1 759 | 53,06  |    |   |  |  |
| Votants        | Votants             | Votants        | 1 556 | 46,94  |    |   |  |  |
| Blancs et nuls | Blancs et nuls      | Blancs et nuls | 25    | 0,75   |    |   |  |  |
| Exprimés       | Exprimés            | Exprimés       | 1 531 | 46,18  |    |   |  |  |

### Liste des maires
| Période                                  | Période  | Identité                      | Étiquette    | Qualité |
| ---------------------------------------- | -------- | ----------------------------- | ------------ | --- |
| 1893                                     | 1896     | Simon Ameline                 |              | |
| 1877                                     | 1892     | Louis Charles Victor Corbière | Républicains | Conseiller général du canton de Maintenon (1870 →1892) |
| 1892                                     | 1893     | Benoit Noue                   |              | |
| 1893                                     | 1896     | Léon Venard                   |              | |
| 1896                                     | 1898     | Victor Corbiere               |              | |
| 1898                                     | 1914     | Adrien Maurice de Noailles    |              | Châtelain de Maintenon 8e duc de Noailles et 6e duc d'Ayen |
| 1919                                     | 1925     | Adrien Maurice de Noailles    |              | Châtelain de Maintenon 8e duc de Noailles et 6e duc d'Ayen |
| 1925                                     | 1932     | Paul Chantegrain              |              | |
| 1932                                     | 1940     | Émile Leprout                 |              | |
| 1940                                     | 1944     |                               |              | |
| 1944                                     | 1945     | Émile Leprout                 |              | |
| 1945                                     | 1953     | Maurice Lecuyer               |              | |
| 1953                                     | 1959     | Georges Lejars                |              | |
| 1959                                     | 1971     | Geneviève Raindre             |              | Châtelaine de Maintenon |
| 1971                                     | 1977     | Marcel Dubois                 |              | |
| 1977                                     | 1983     | Maurice Leblond               |              | |
| 1983                                     | 1989     | Jeanne Sauzeau                |              | |
| 1989                                     | 1995     | Michel Guibert                |              | Retraité |
| 1995                                     | 2020     | Michel Bellanger              | UMP → LR     | Cadre de banque retraité Président de la communauté de communes des Terrasses et Vallées de Maintenon (2001 → 2008) 3e vice-président de Chartres Métropole (2018→2020 ) |
| 2020                                     | En cours | Thomas Laforge                | DVD          | Conseiller communautaire délégué de Chartres Métropole (2020 → ) |
| Les données manquantes sont à compléter. |          |                               |              | |

### Intercommunalité
Dans le cadre d’une politique favorisant l’intercommunalité, Maintenon a participé à la création d'une communauté de communes s'intitulant les Terrasses et Vallées de Maintenon qui regroupait 10 communes : Bouglainval, Chartainvilliers, Houx, Maintenon, Mévoisins, Pierres, Saint-Piat, Soulaires, Villiers-le-Morhier et Yermenonville.
L’intercommunalité était déjà une réalité pour Maintenon et Pierres, qui ont mené avec succès des projets communs permettant la réalisation d’équipements socio-culturels et sportifs ainsi que de favoriser la mise en œuvre de travaux en cours d’achèvement, tels ceux de l’interconnexion des réseaux d’eau potable.
Le 1er janvier 2018, Maintenon adhère  la Communauté d'agglomération Chartres Métropole.

## Population et société

### Démographie
L'évolution du nombre d'habitants est connue à travers les recensements de la population effectués dans la commune depuis 1793. Pour les communes de moins de 10 000 habitants, une enquête de recensement portant sur toute la population est réalisée tous les cinq ans, les populations de référence des années intermédiaires étant quant à elles estimées par interpolation ou extrapolation. Pour la commune, le premier recensement exhaustif entrant dans le cadre du nouveau dispositif a été réalisé en 2004.

En 2022, la commune comptait 4 532 habitants, en évolution de +6,76 % par rapport à 2016 (Eure-et-Loir : −0,23 %, France hors Mayotte : +2,11 %).
| 1793  | 1800  | 1806  | 1821  | 1831  | 1836  | 1841  | 1846  | 1851  |
| ----- | ----- | ----- | ----- | ----- | ----- | ----- | ----- | ----- |
| 1 500 | 1 605 | 1 643 | 1 542 | 1 690 | 1 800 | 1 842 | 2 061 | 1 999 |

| 1856  | 1861  | 1866  | 1872  | 1876  | 1881  | 1886  | 1891  | 1896  |
| ----- | ----- | ----- | ----- | ----- | ----- | ----- | ----- | ----- |
| 1 881 | 1 879 | 1 920 | 1 768 | 1 764 | 1 887 | 2 037 | 2 057 | 2 057 |

| 1901  | 1906  | 1911  | 1921  | 1926  | 1931  | 1936  | 1946  | 1954  |
| ----- | ----- | ----- | ----- | ----- | ----- | ----- | ----- | ----- |
| 2 067 | 2 013 | 2 045 | 2 028 | 2 091 | 2 134 | 2 140 | 2 066 | 2 304 |

| 1962  | 1968  | 1975  | 1982  | 1990  | 1999  | 2004  | 2006  | 2009  |
| ----- | ----- | ----- | ----- | ----- | ----- | ----- | ----- | ----- |
| 2 978 | 3 325 | 3 313 | 3 388 | 4 161 | 4 440 | 4 472 | 4 427 | 4 481 |

| 2014  | 2019  | 2022  | - | - | - | - | - | - |
| ----- | ----- | ----- | - | - | - | - | - | - |
| 4 296 | 4 457 | 4 532 | - | - | - | - | - | - |

### Enseignement
La ville de Maintenon dispose de deux écoles maternelles et de deux écoles primaires. Chaque école maternelle est plus ou moins reliée à une des écoles primaires. L'école du Guéreau (maternelle) est en lien avec l'école Collin d'Harleville (primaire) et, plus au nord, l'école Jacques Prévert (maternelle), est quant à elle reliée à l'école Charles Péguy.
La commune bénéficie également des services du collège Jean Racine, situé proche des écoles Jacques Prévert et Charles Péguy.
Enfin, Maintenon accueille le lycée professionnel Françoise d'Aubigné, situé au sud de la ville, à proximité du stade Louis Roche.

### Manifestations culturelles et festivités
Depuis 2015, la ville de Maintenon accueille au château de Maintenon « Le Fabuleux Noël du château de Maintenon ».

## Culture locale et patrimoine

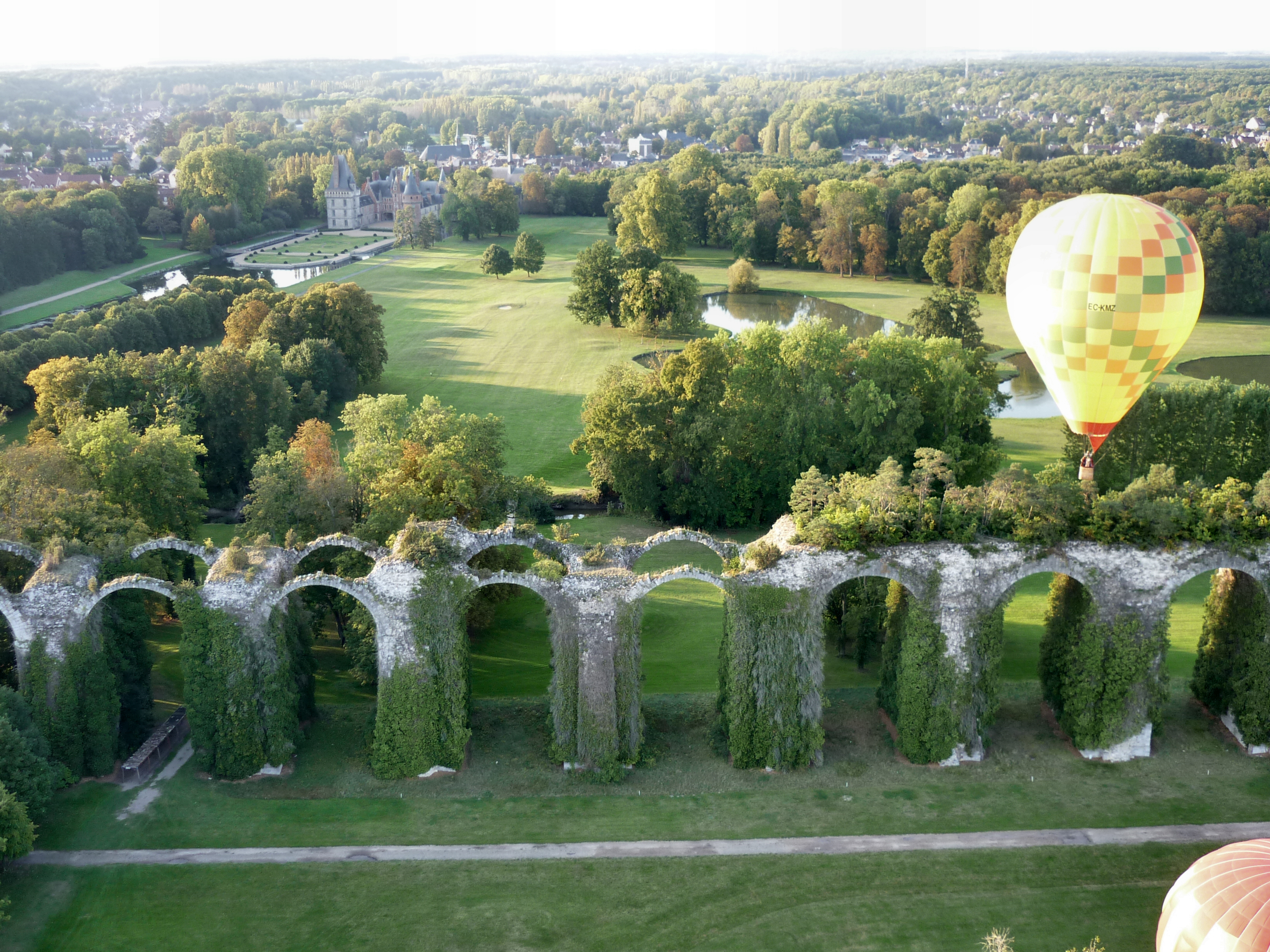
L'aqueduc de Maintenon.

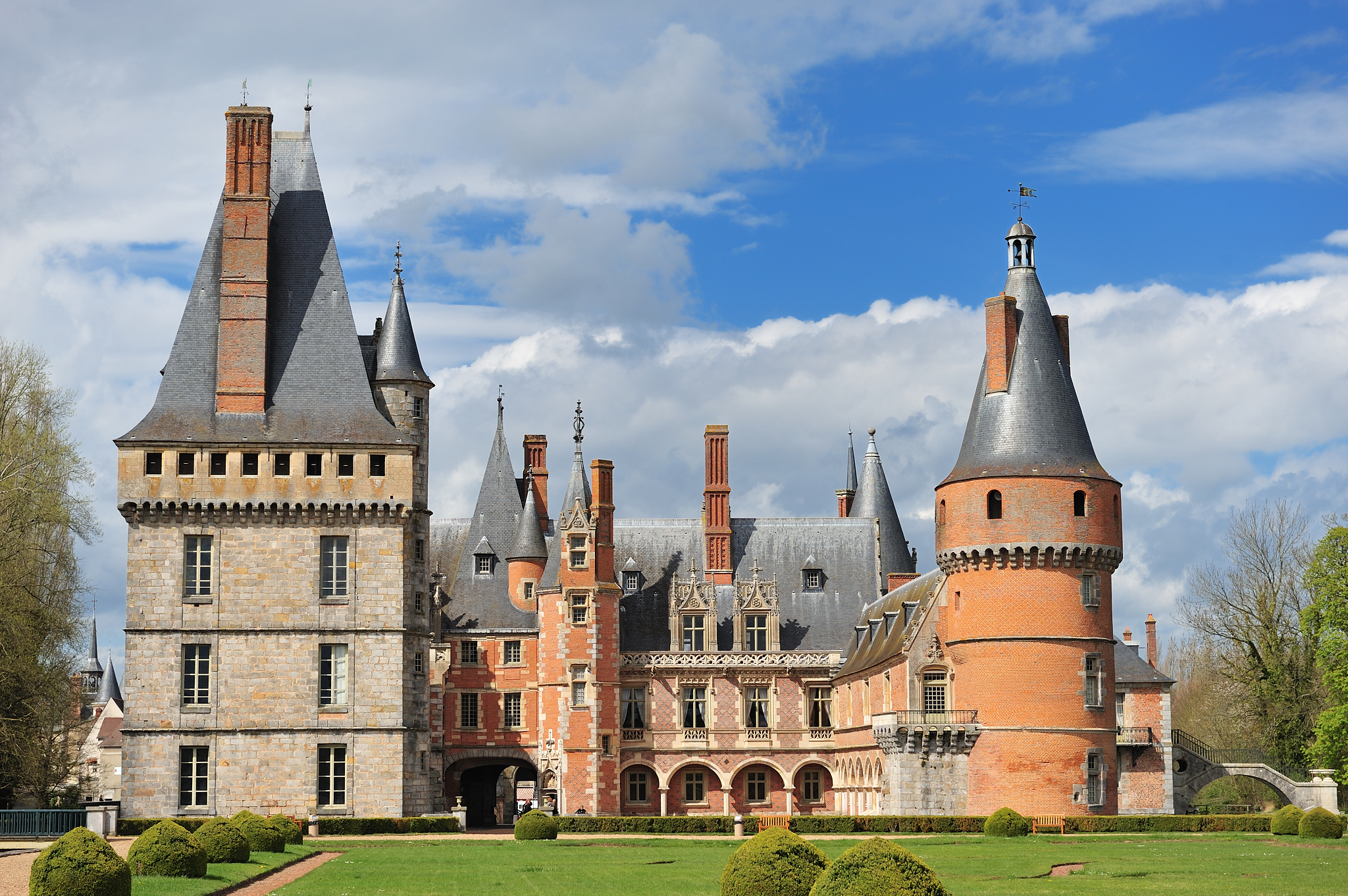
Le château de Maintenon.

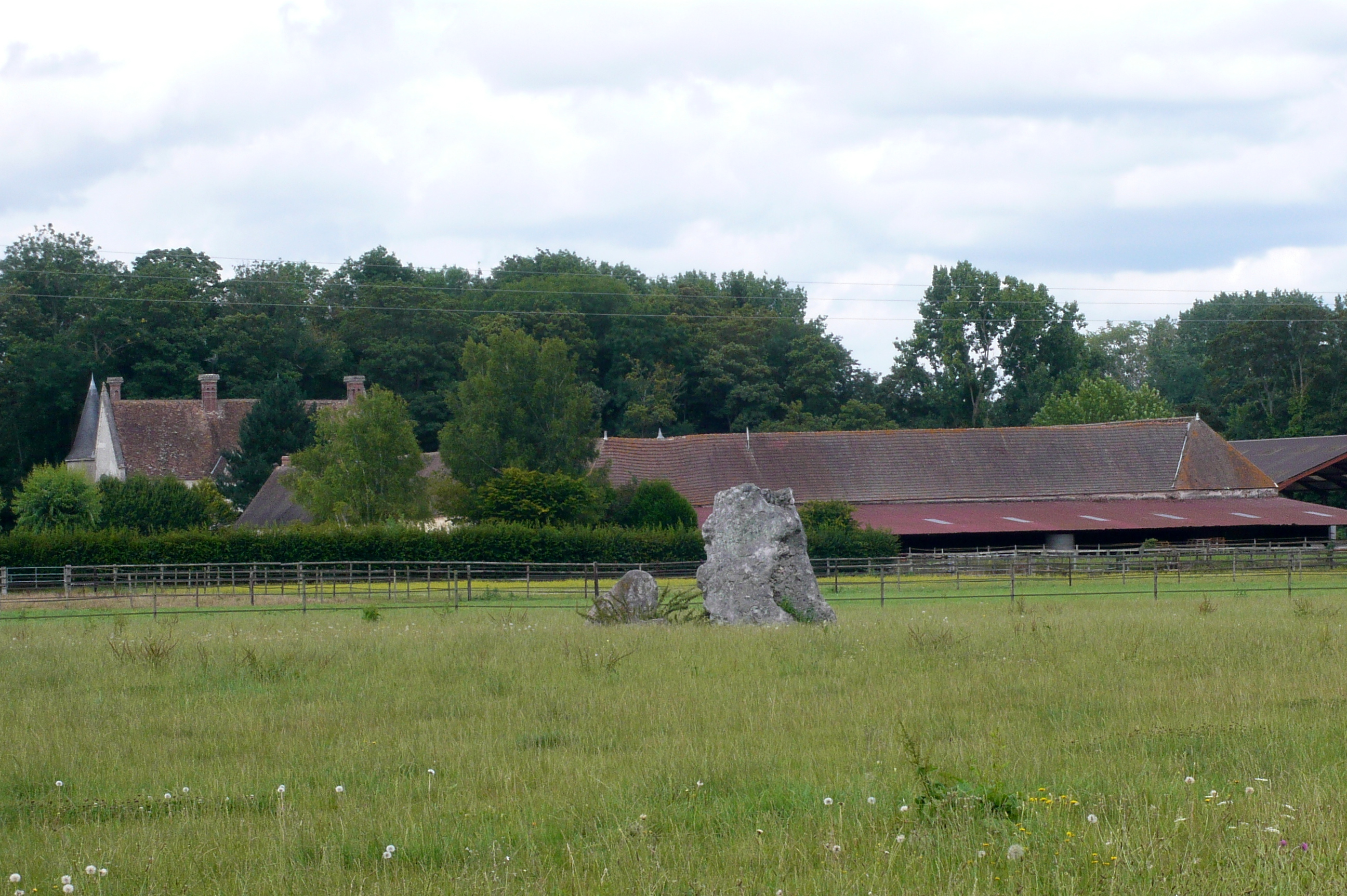
Menhir du But de Gargantua.

### Lieux et monuments

#### Aqueduc de Maintenon
Classé MH (1875) et  Inscrit MH (1934) ;

#### Château de Maintenon
Classé MH (1944).
Le château accueille chaque hiver, depuis 2015, 20 000 spectateurs à l'occasion du « Fabuleux Noël du château de Maintenon », vaste scénographie retraçant la vie de Madame de Maintenon, animée par 850 volontaires bénévoles principalement maintenonais.

#### Site mégalithique de Changé
Ce site du Néolithique, s'étendant à la fois sur Saint-Piat et Maintenon, réunit trois dolmens et un menhir, dont le menhir Le But de Gargantua et le dolmen du Berceau,  Classé MH (1974). Il a été notamment fouillé de 1983 à 2000 par Dominique Jagu et son équipe.

#### Autres lieux et monuments
- La chapelle Saint-Nicolas du château, bâtie en 1521 par Jean Cottereau (1458-1530), trésorier des finances de François Ier[Note 3] ;

La chapelle Saint-Nicolas
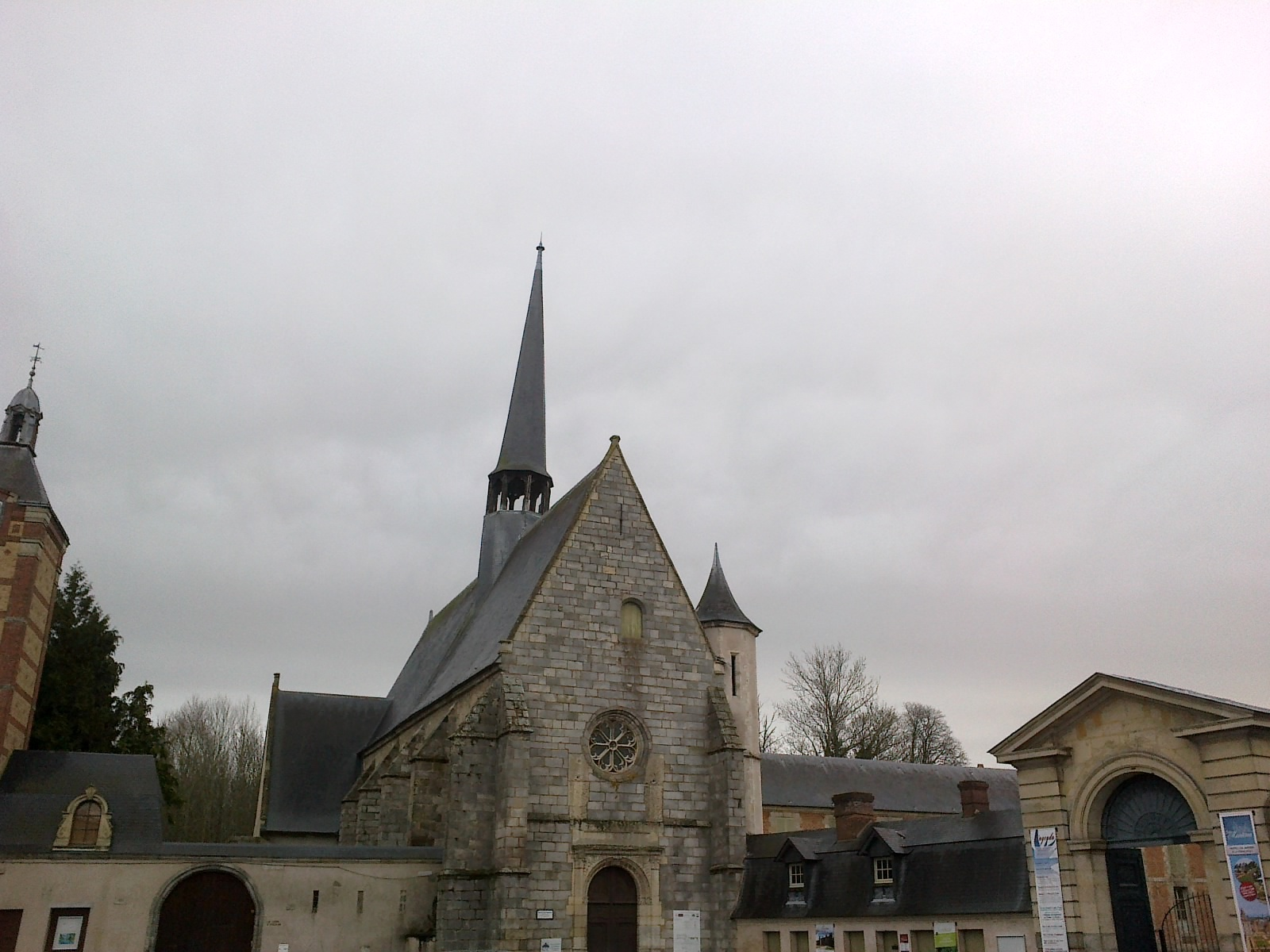
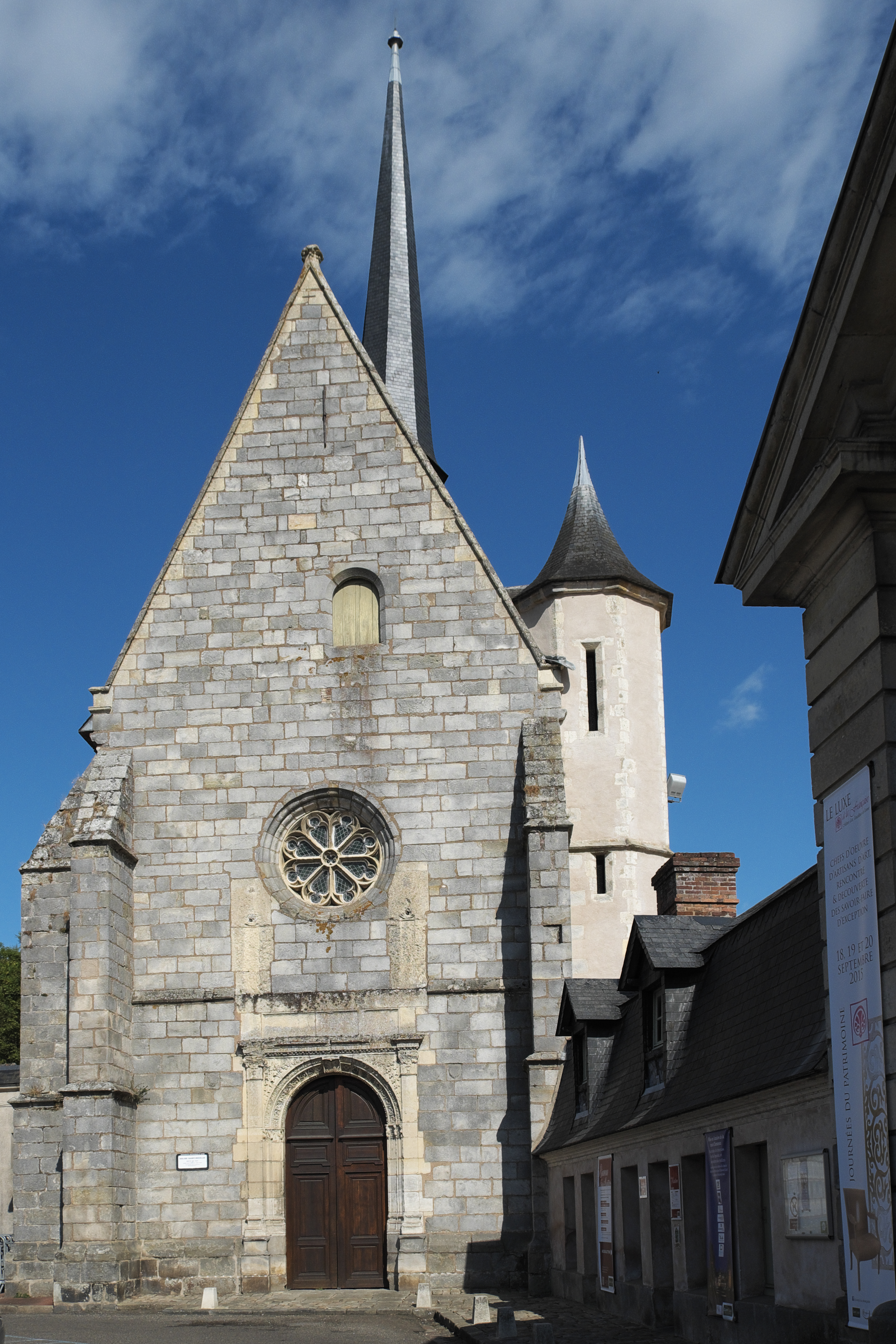
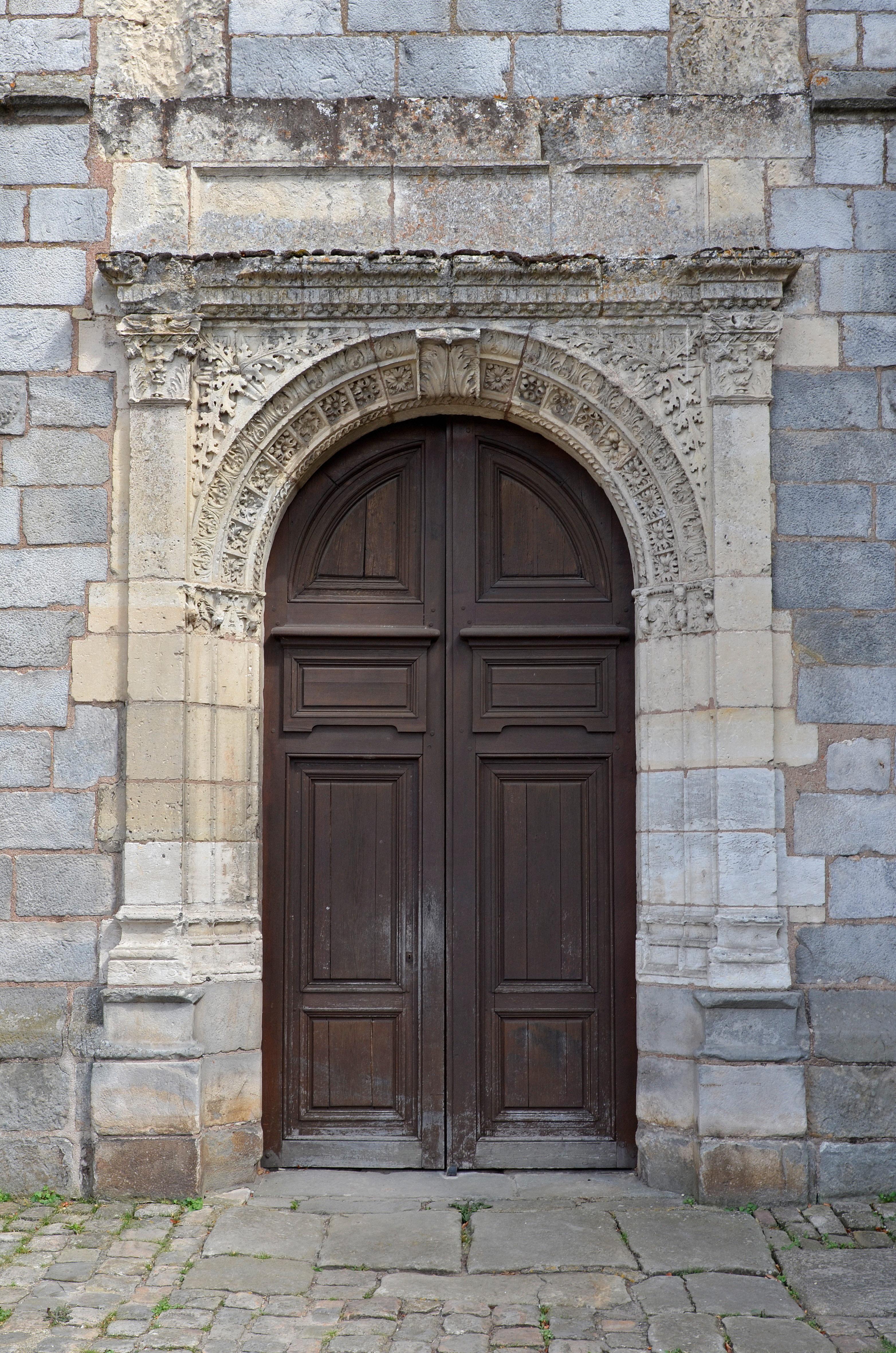

- L'église Saint-Pierre ;

L'église Saint-Pierre
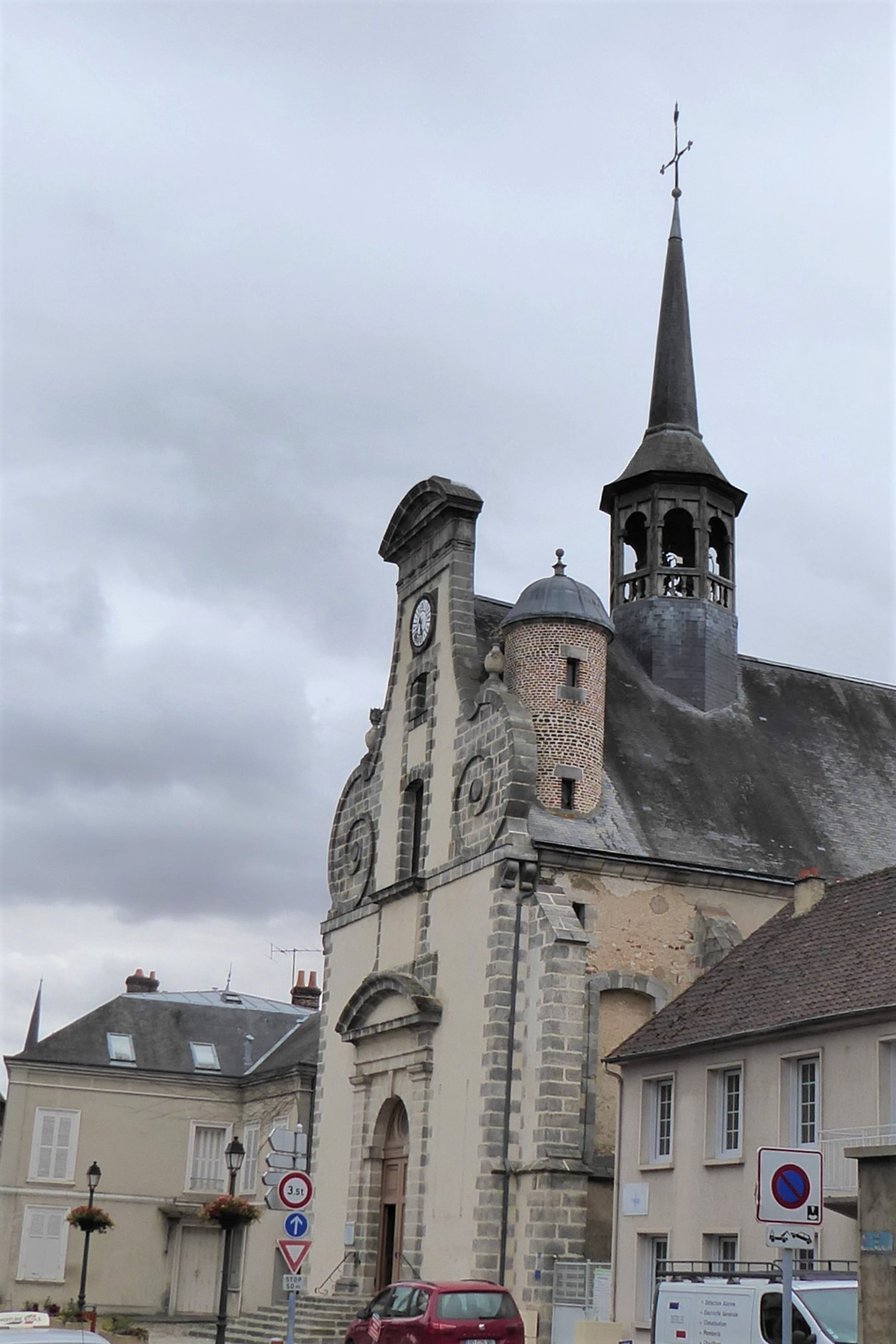
Tourelle d'escalier et clocher.
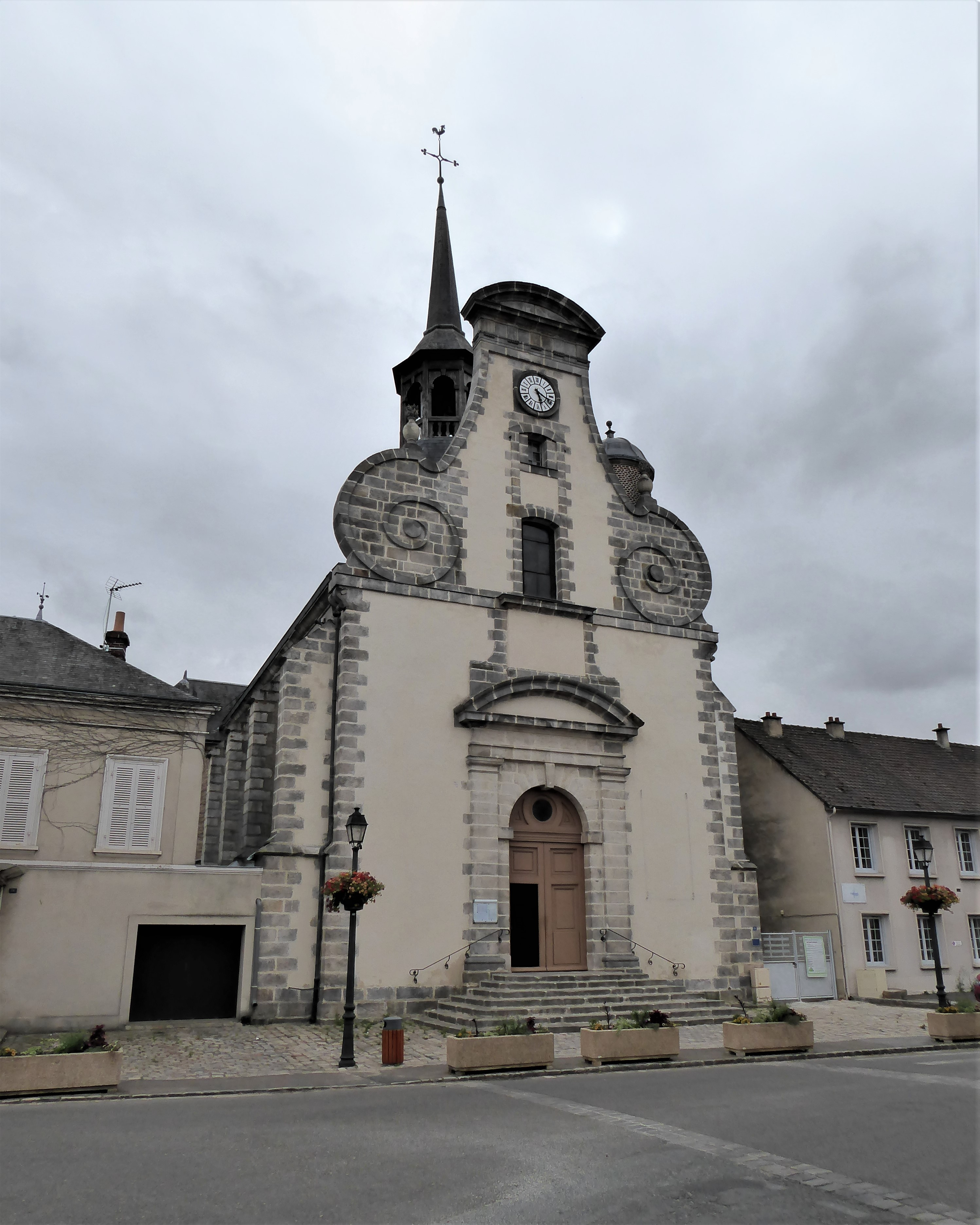
Façade.
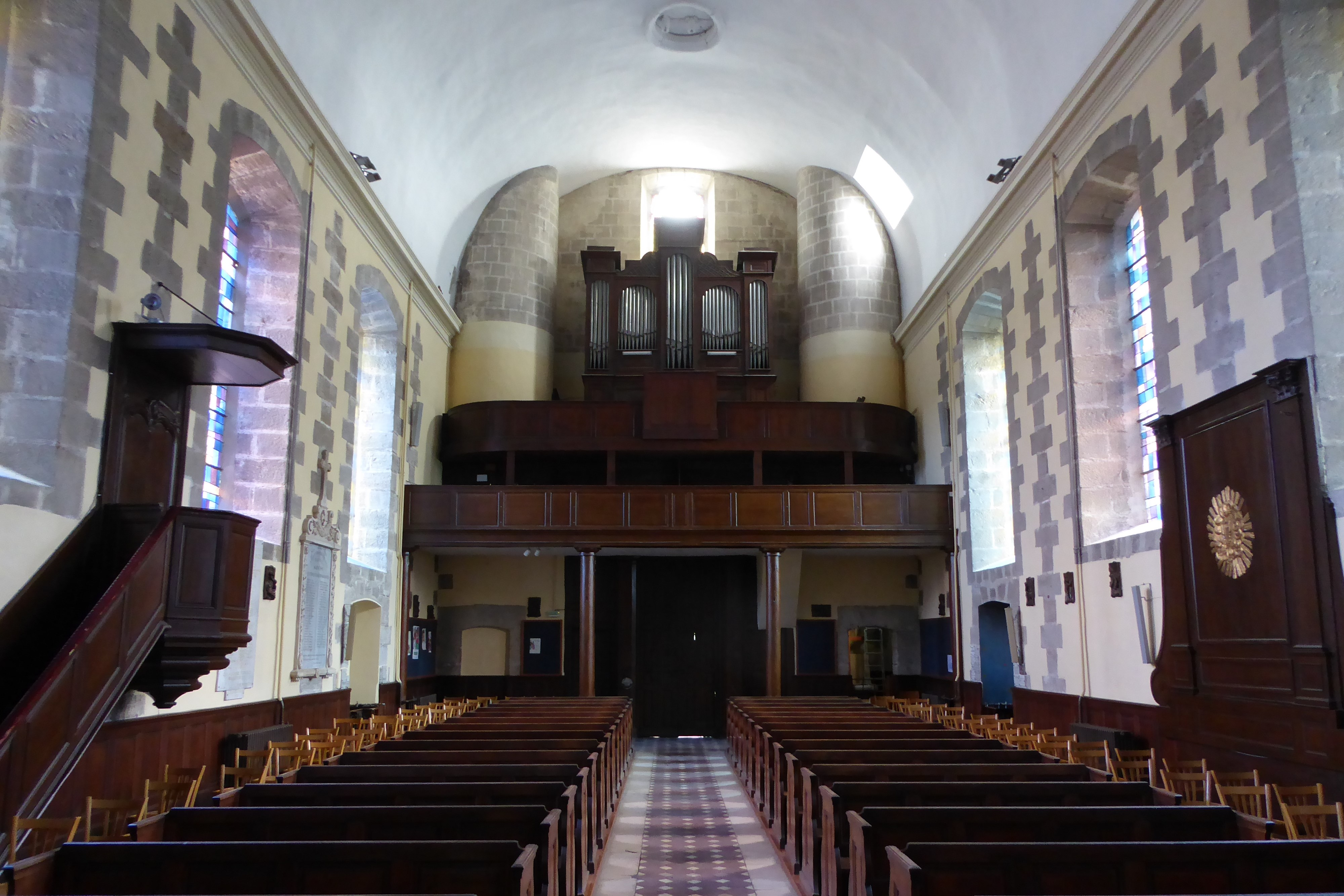
Entrée de l'église vue du chœur.
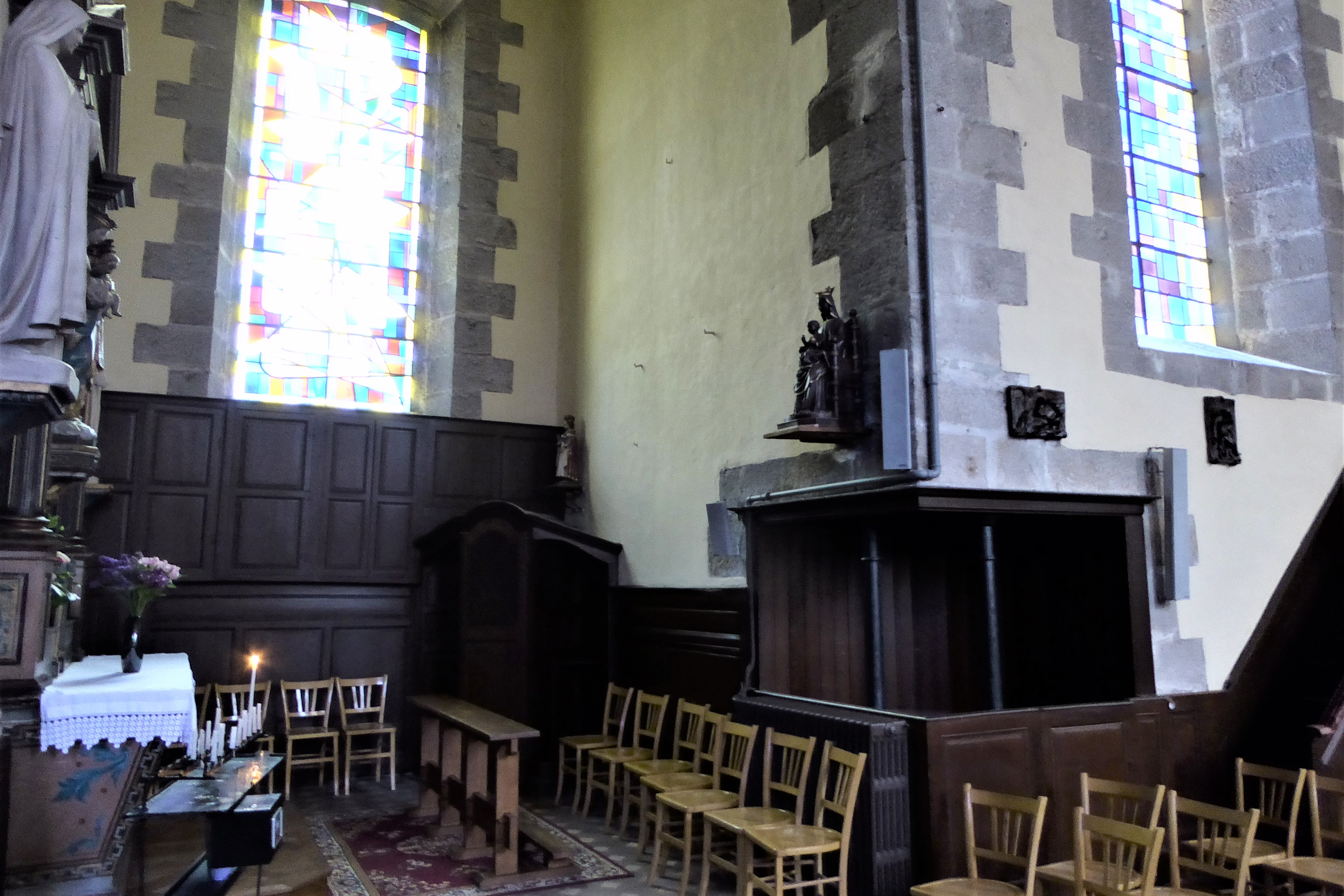
Stalle.
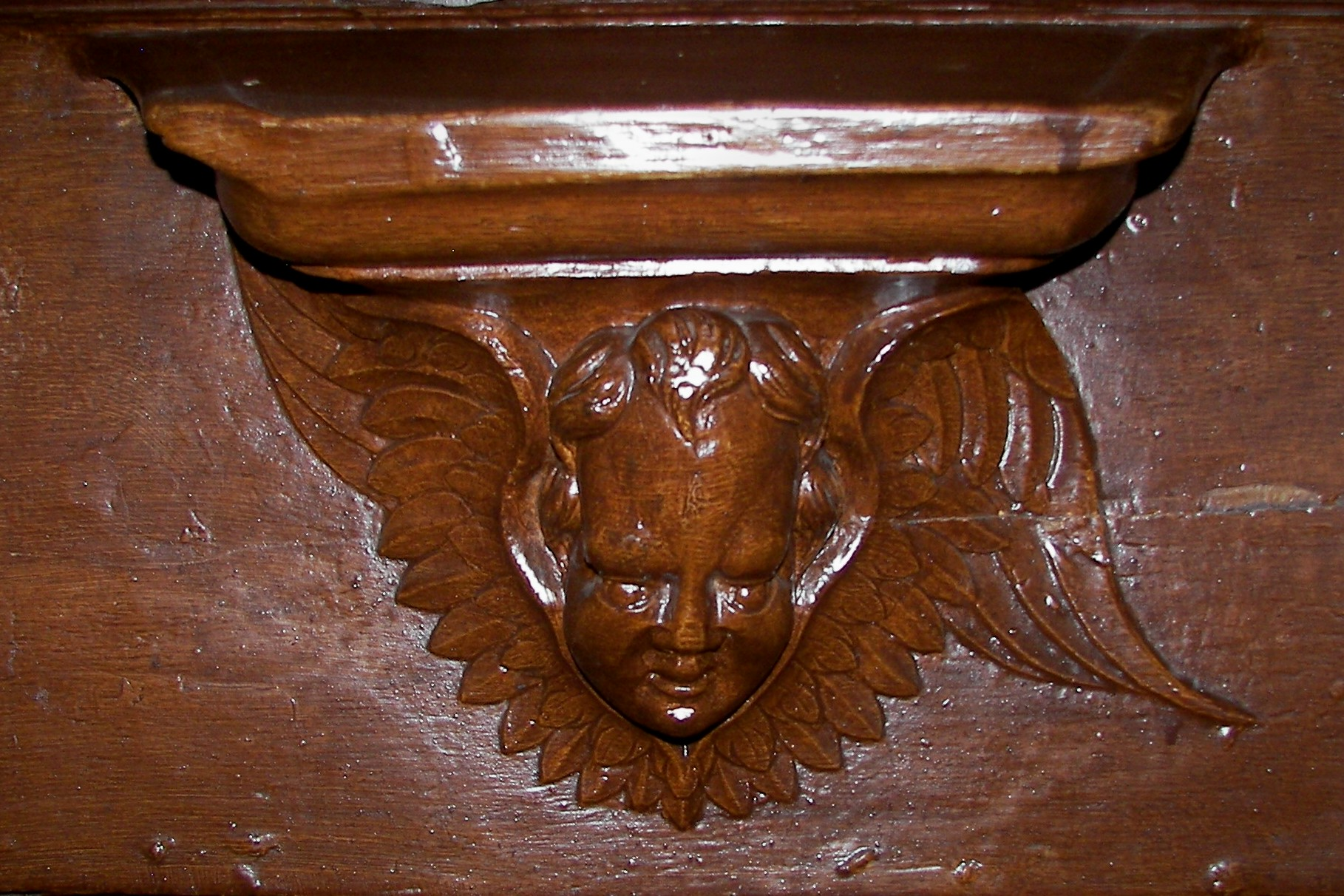
Miséricorde.

- L'ancienne mairie, ornée du buste de Collin d'Harleville, dramaturge né à Maintenon en 1755 ;
- Le monument aux morts ;
- les carrés militaires du Commonwealth et français du cimetière.

Autres lieux et monuments de Maintenon
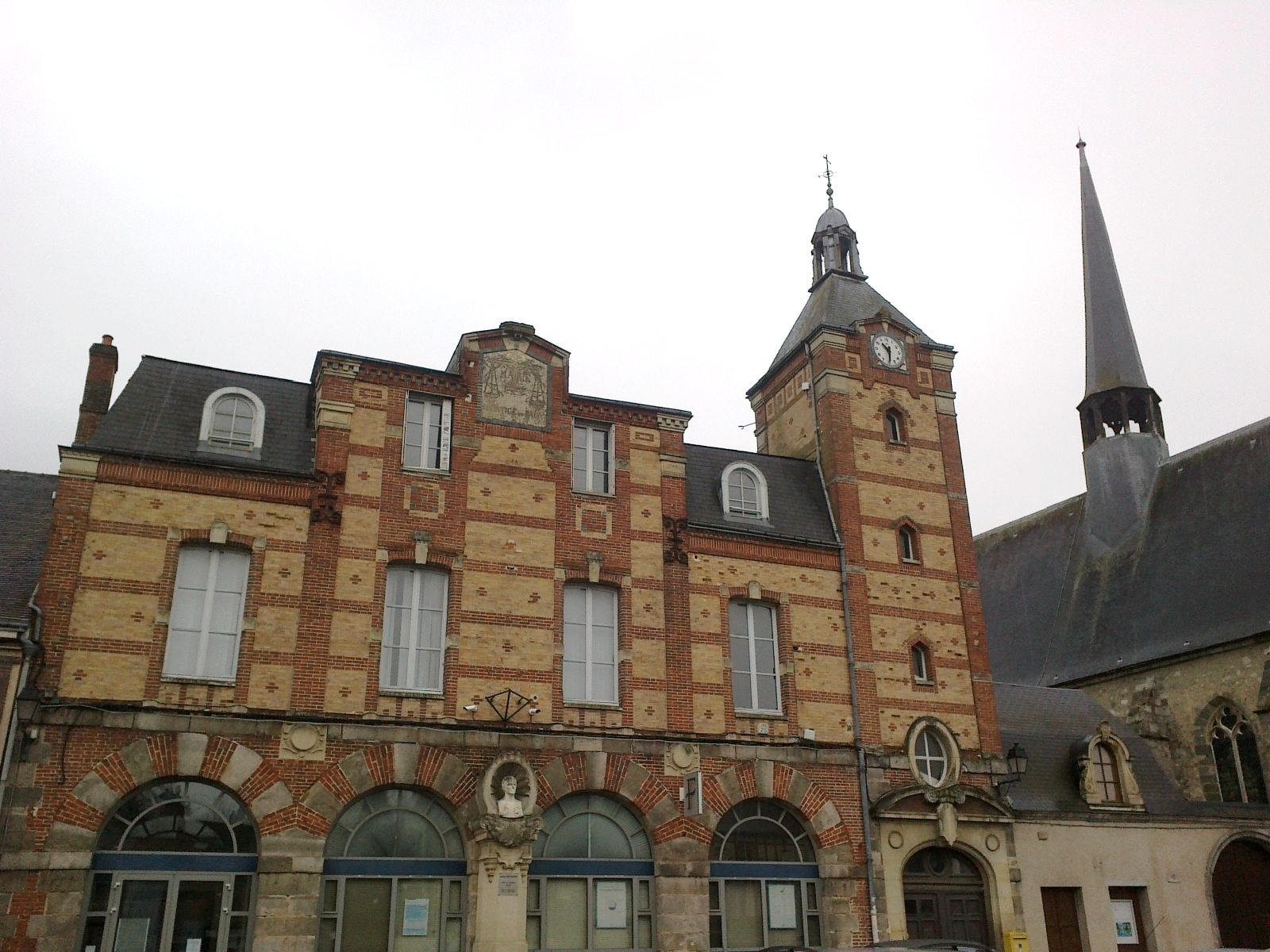
L'ancienne mairie.
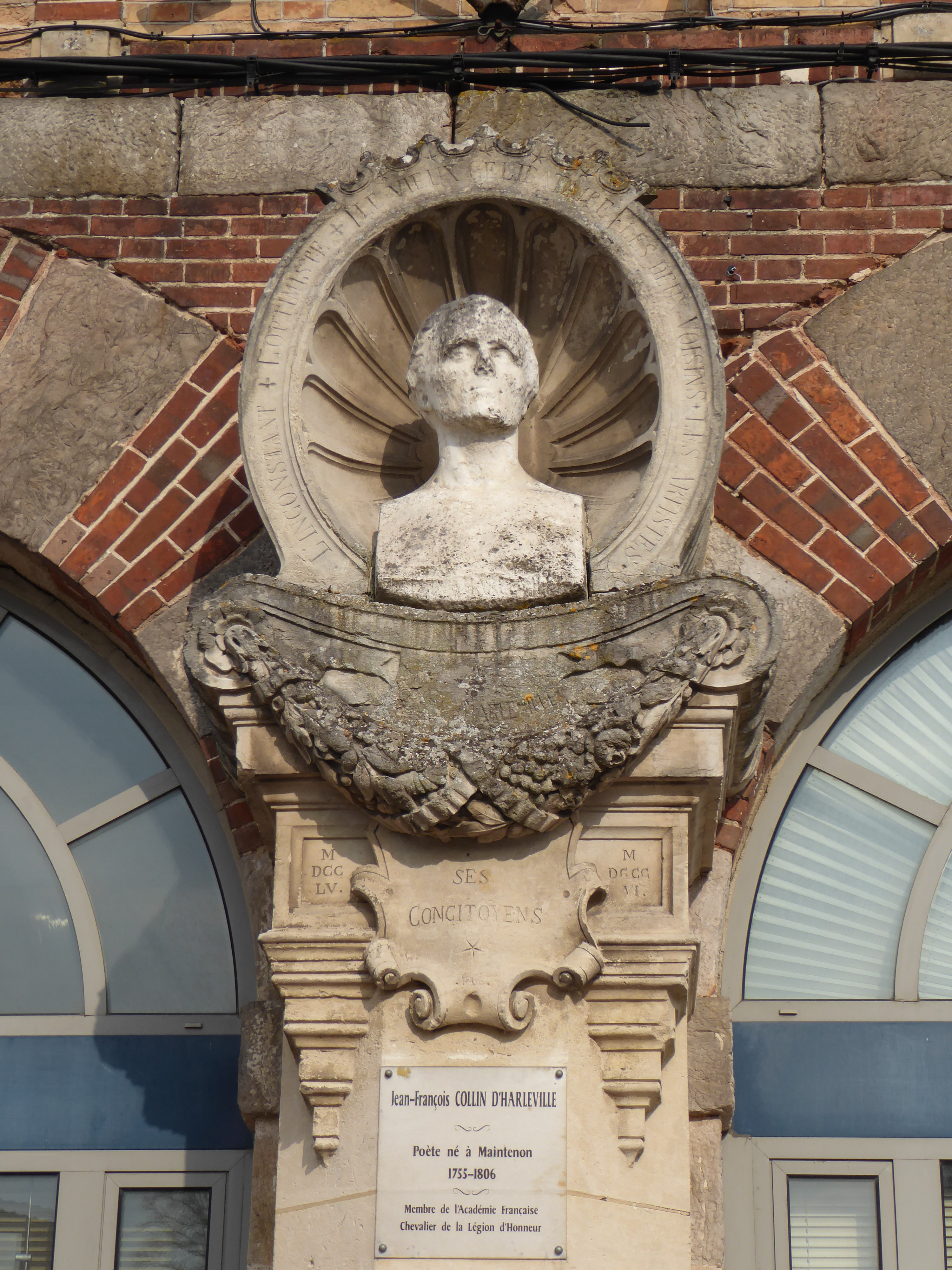
Buste de Collin d'Harleville.
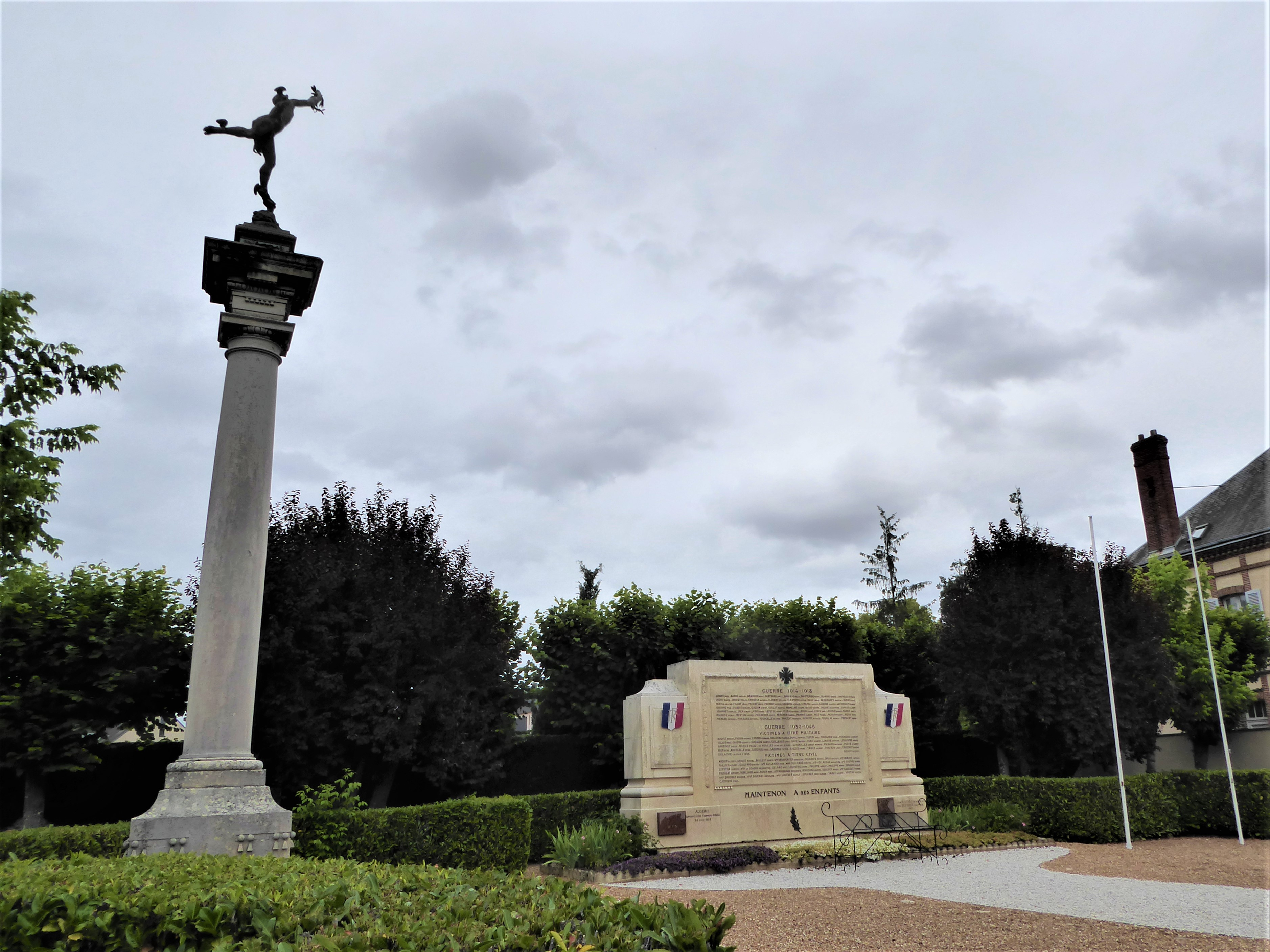
Monument aux morts.
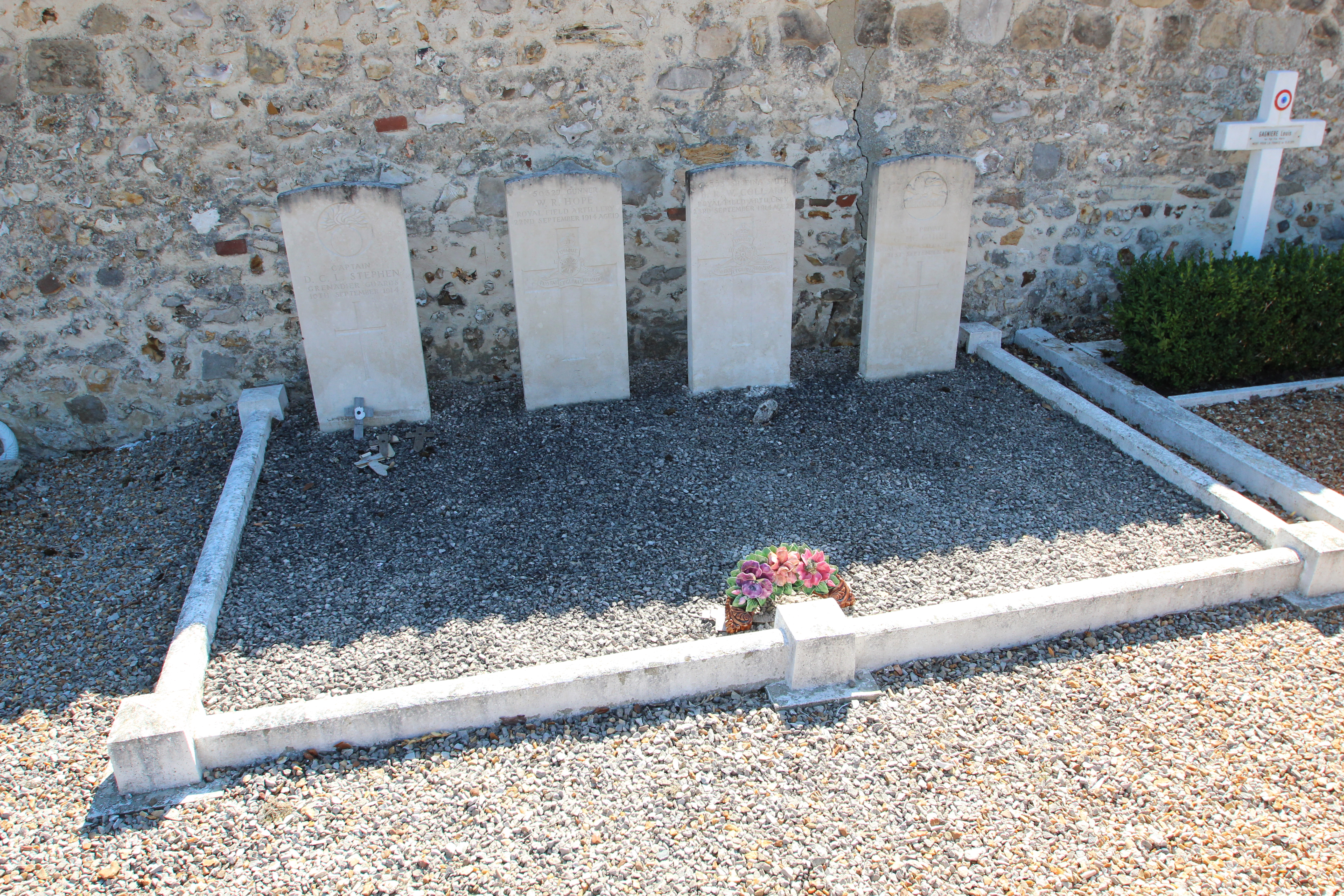
Les sépultures du Commonwealth.
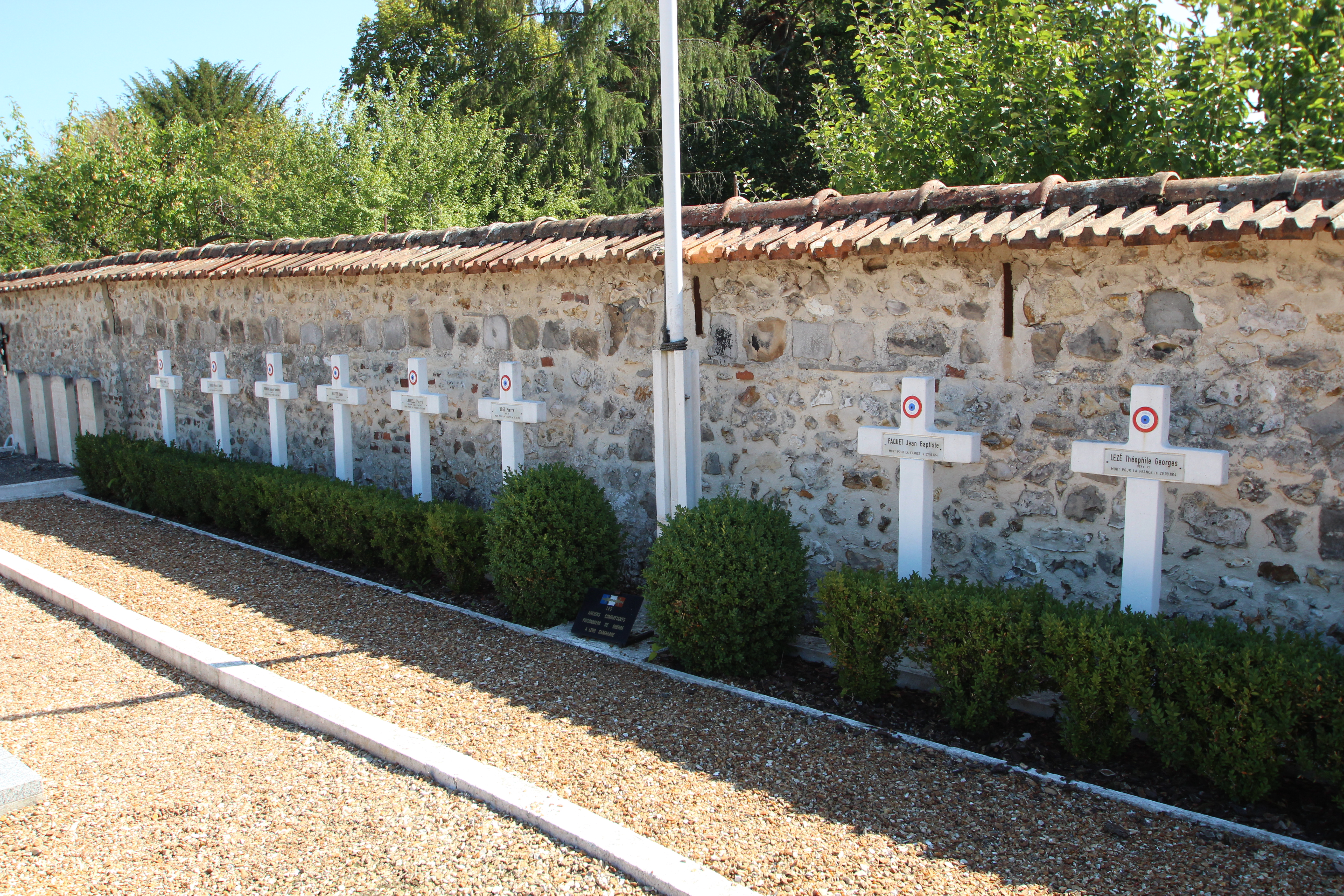
Les sépultures françaises.

### Personnalités liées à la commune

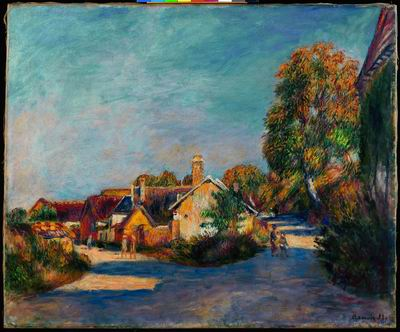
Faubourgs de Maintenon par Renoir, 1888.

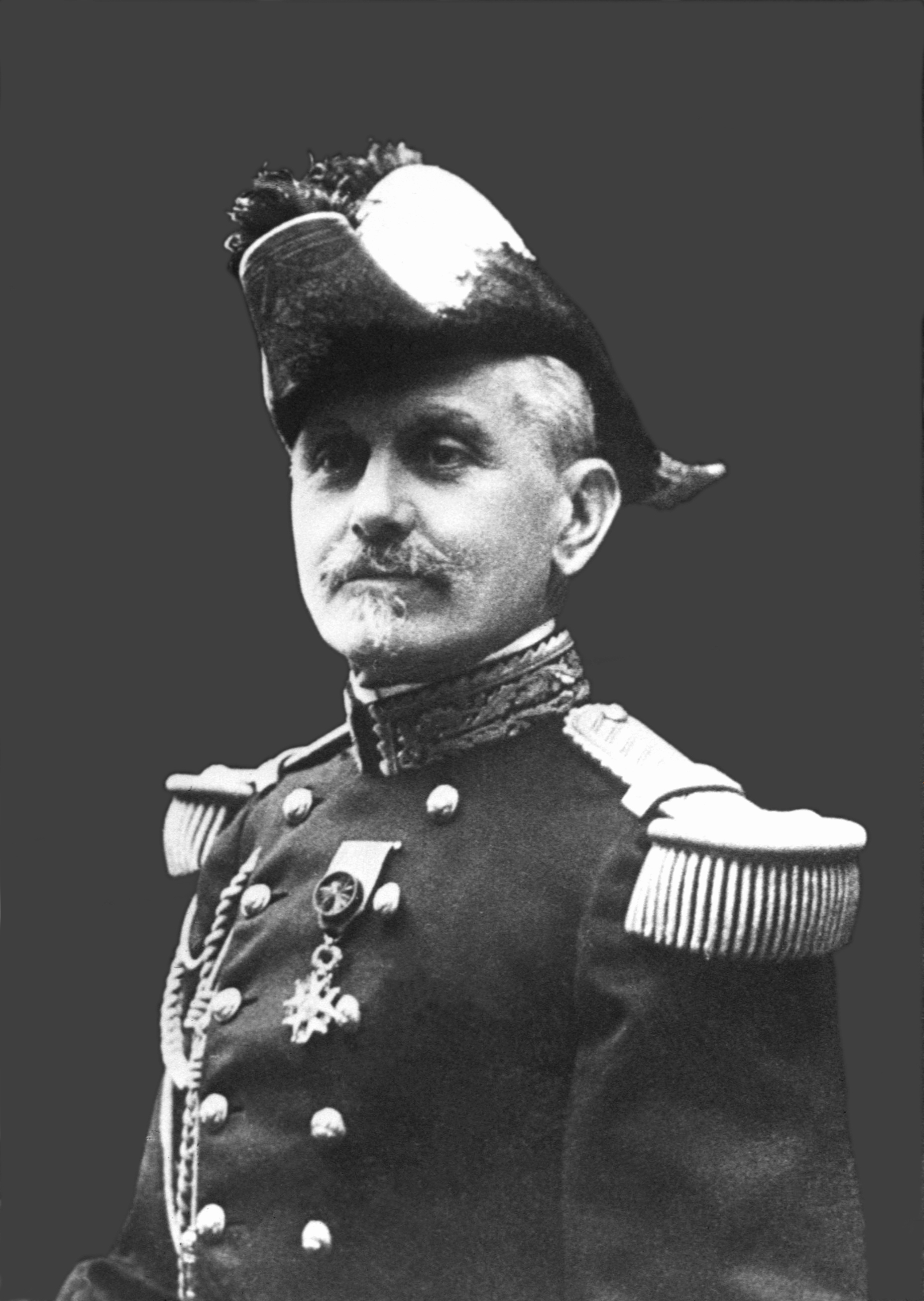
Michel Maunoury, 1914.

- Charles François d'Angennes (1648-1691), corsaire et planteur de canne à sucre ;
- Françoise d’Aubigné (1635-1719), plus connue sous le nom de Madame de Maintenon ;
- Jean-François Collin d'Harleville (1755-1806), dramaturge, membre de l'Académie française ;
- Étienne-Chérubin Leconte (v.1760-1818), né à Maintenon, architecte du Palais Bourbon, des Tuileries, de l'Élysée ;
- Victor Bonnet (1814-1885), économiste ;
- Auguste Renoir (1841–1919), peint en 1888 Faubourgs de Maintenon ;
- Michel Joseph Maunoury (1847-1923), maréchal de France ;
- Jules Horowitz (1921-1995), physicien ;
- Michel Dureuil (1929-2011), artiste peintre, a vécu dans la commune avec sa famille avant la guerre puis y revient dans les années 1960 avant de partir à Saint-Jeannet ;
- Pierre Michel Rouyer (1889-1973), contre-amiral ;
- Jacques Henric né en 1938, photographe, essayiste, romancier, y a passé son enfance.

### Héraldique
| Armes de Maintenon | Les armoiries de Maintenon sont née à l'occasion de la remise de la croix de guerre à la ville, le 7 mai 1950, par Charles Brune, ministre des postes et télécommunication. Créées avec le concours de Michel Blondeau, conseillé par Maurice Lécuyer, ancien maire et le duc de Noailles, les armoiries associent en un même blason les armes de la famille des Noailles et celles de la marquise de Maintenon. De gueules à bandes d'or, en franc-quartier d'argent, à la tête de griffon, couronnée de sable. L'écu est soutenu par deux branches, laurier à droite, chêne à gauche, croisées en pointe; en sautoir, la croix de guerre 39-45 avec étoile de vermeil à l'ordre de l'armée, appendue à la pointe de l'écu et brochant sur la croisure des branches. |